# Vyšehrad
Vyšehrad je historické hradiště, hrad a pevnost v Praze, na skále nad pravým břehem řeky Vltavy na jižním okraji historického města, ve čtvrti Vyšehrad. Na Vyšehradském hřbitově se Slavínem u kostela sv. Petra a Pavla jsou pochovány významné české osobnosti, nachází se zde i nejstarší pražská rotunda sv. Martina. Dnes parkově upravený a veřejně přístupný areál je od roku 1962 národní kulturní památkou.
K Vyšehradu se váže řada pověstí z počátků českých dějin, založil jej prý bájný kníže Krok. Skutečný vznik knížecího hradiště je kladen do druhé poloviny 10. století. Koncem 11. století zde sídlil první český král Vratislav I., který zřídil vyšehradskou kapitulu. Fakticky se Vyšehrad stal součástí Prahy za Karla IV., který jej přestavěl a napojil na opevnění nově založeného Nového Města. Roku 1420 hrad vypálili husité, v polovině 17. století byl v rámci rozšiřování opevnění města přestavěn na barokní pevnost. Od 15. do 19. století byl Vyšehrad s podhradím samosprávným městem, do roku 1848 podřízeným vyšehradské kapitule a připojeným k Praze roku 1883. V téže době došlo ke zřízení národního pohřebiště a k úpravám Vyšehradu do dnešní podoby. Roku 1904 byl vyšehradskou skálou proražen tunel, který otevřel pravobřežní komunikaci Prahy s jižním okolím.

## Poloha

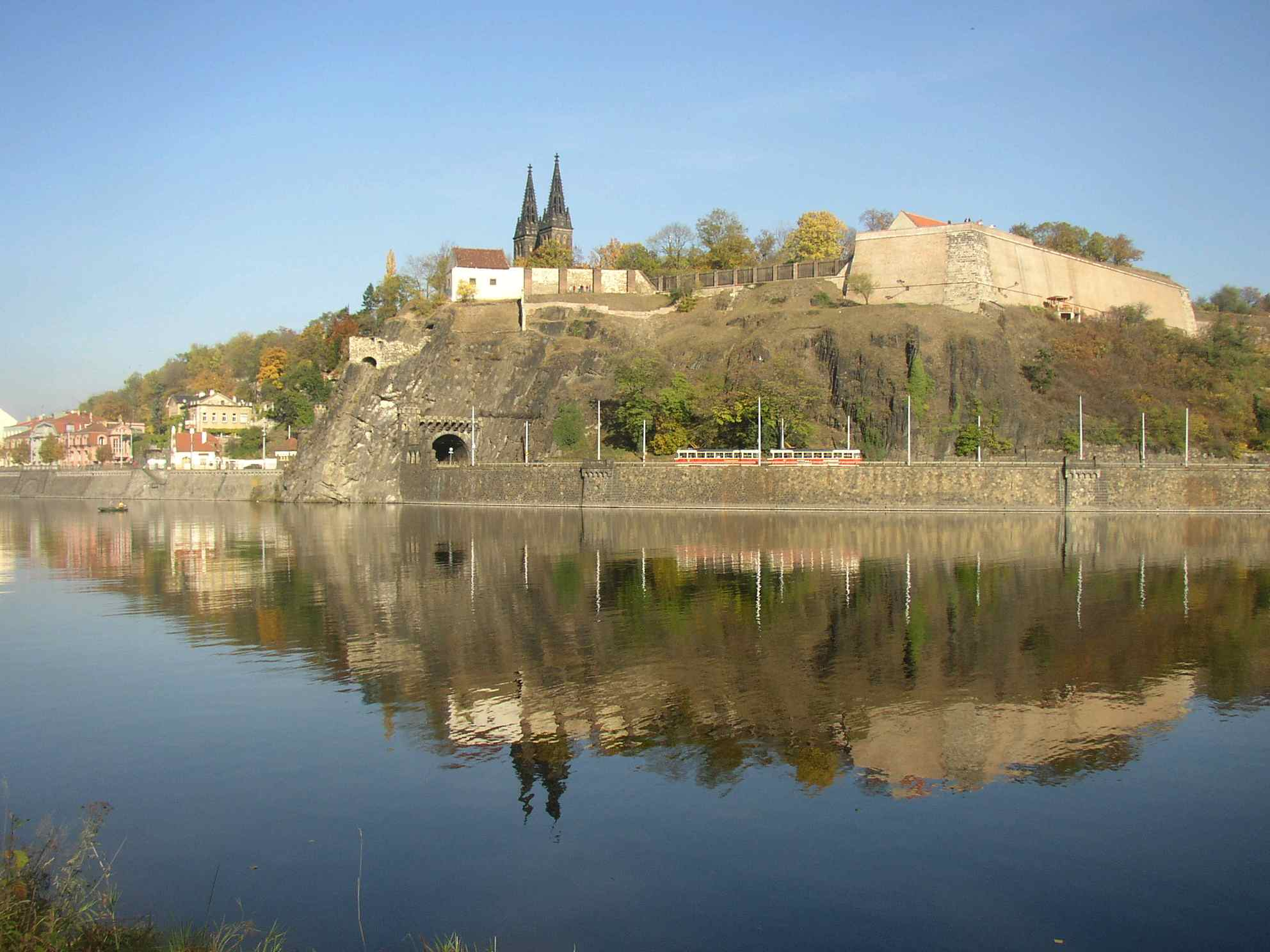
Vyšehrad od jihozápadu

Vyšehrad se rozkládá něco málo přes 3 km jihovýchodně od Pražského hradu na pravém břehu Vltavy. Pankrácká pláň o nadmořské výšce kolem 230 m v těchto místech vybíhá k severozápadu přibližně 600 m dlouhou ostrožnou, vklíněnou mezi řeku Vltavu a údolí potoka Botiče. Severní, západní i jižní svahy návrší jsou velmi strmé, jihozápadní okraj dokonce tvoří 42 metry vysoká skála z ordovických břidlic, spadající přímo do Vltavy, která má v tomto místě také největší hloubku na celém území Prahy. Katastrální území Vyšehradu je ze západu vymezeno středem Vltavy, z jihu a východu hradbami pevnosti nad Nuslemi, na severní straně pak ulicemi Na Slupi, Botičskou, Na Děkance a Svobodovou. Z vrcholku skály je krásný výhled na Prahu i na koryto řeky Vltavy (prakticky od Braníka až po Staré město); je to jeden z nejhezčích přirozených vyhlídkových bodů v Praze.

## Pověsti

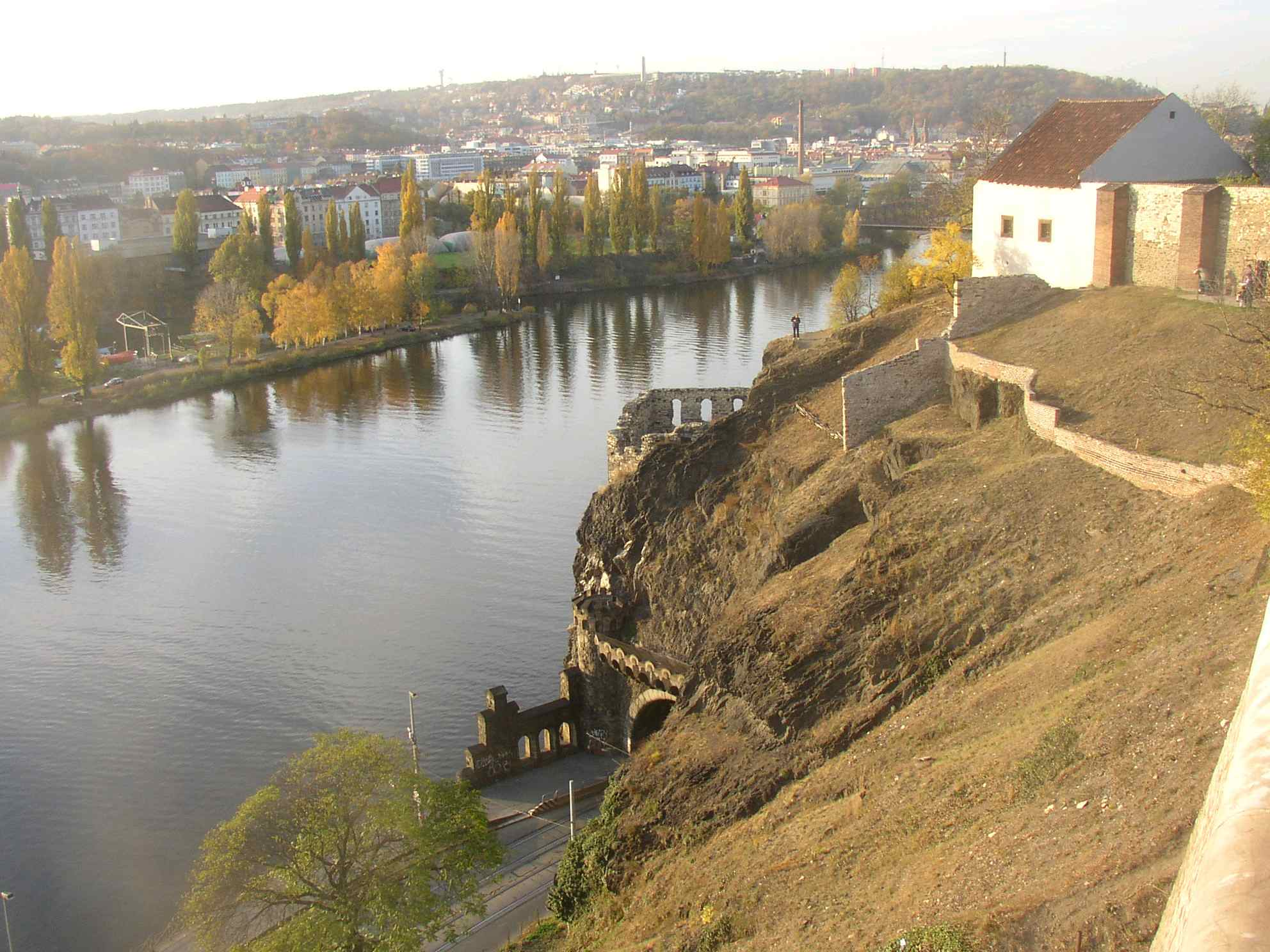
Vyšehradská skála. Zřícenina nad tunelem je tzv. Libušina lázeň, zbytek strážní bašty ze 14. století. Bývala tam stará vyšehradská vodárna, která je u bašty sv. Ludmily

Pověst vypráví, že Vyšehrad založil kníže Krok, když hledal bezpečnější sídlo. V době, kdy sídlil na Budči, vyslal posly, aby našli bezpečnější místo. Na strmé skále nad Vltavou kníže přikázal vykácet les a vystavět tam hrad. Když Krok zemřel, vlády se ujala jeho dcera Libuše. Jenže muži si vládu žen nepřáli a tak Libuše vyslala posly, ať následují jejího koně, který jim najde jejich nového vládce. Poslové šli dva dny a třetího dne došli do vesničky Stadice, kde na poli oral s párem volků Přemysl. Kůň se u něho zastavil a poslové poznali, že to je jejich budoucí vládce. S velikou slávou byl převezen na Vyšehrad, kde ho již vítala Libuše. A tak Přemysl po boku Libuše usedl na trůn a společně s Libuší vládl českému lidu. Na památku toho, že byl povolán z pole, byl nazván Oráč a stal se 4. českým vládcem (podle pověsti).
K Vyšehradu se též vztahuje pověst o rytíři Horymírovi, jenž byl na Vyšehradě vězněn za knížete Křesomysla, protože ničil stříbrné doly. Jako poslední přání se před smrtí chtěl naposledy projet na svém věrném koni Šemíkovi. Že Křesomysl nechal zavřít všechny brány, nebylo nic platné. Šemík přeskočil i s Horymírem hradby a skočil rovnou do Vltavy. Horymír se zachránil, ale statečný Šemík na následky skoku uhynul. Dodnes má náhrobek v Neumětelích.
Také se vypráví pověst podobná pověsti o blanických rytířích: vyšehradské návrší v sobě skrývá tajné sklepení, kde je ukryt zlatý poklad. Nad poklady bdí starý český lev s dvanácti lvíčaty. Lev několikrát za rok o půlnoci vychází ven a pátrá, zda české zemi nehrozí nebezpečí. Když zjistí, že je vše v pořádku vrátí se zpět do sklepení. Pokud by však české zemi hrozilo nebezpečí, lev zařve tak mocně, až se vyšehradská skála rozlomí a ze lvíčat se stanou mocní lvi, kteří rozsápou všechny nepřátele.

## Historie
Ačkoli staré české pověsti, zachycené v Kosmově kronice, vyzvedají starobylost Vyšehradu, je po pravěkém osídlení doloženo jeho středověké osídlení až ke konci 10. století. Již tehdy šlo o významný opěrný bod českých knížat s mincovnou, který Vratislav II., později korunovaný na prvního českého krále, roku 1070 přestavěl na hlavní panovnické sídlo (opuštěno 1135), zřídil zde kapitulu s kostelem a královskou nekropolí.
Nového rozkvětu se Vyšehrad dočkal za Karla IV., který dal sídlo opevnit a zařadil zdejší kolegiátní baziliku do svého korunovačního ceremoniálu, pro tento účel ji dal přestavět do monumentálních rozměrů a Vratislavovy ostatky dal vsadit do menzy hlavního oltáře. Středověký hrad byl poničen husitskými bojovníky po bitvě pod Vyšehradem a kolem jeho ruiny pak vyrostlo městečko. Od poloviny 17. století byl Vyšehrad proměněn na pevnost obehnanou mohutnými bastionovými hradbami a bazilika dostala vrcholně barokní podobu. Do dnešní podoby s národním hřbitovem, novogoticky přestavěným chrámem a parkovou úpravou byl proměněn v 2. polovině 19. století péčí proboštů zdejší kapituly.

### Prehistorie
Nejstarší osídlení Vyšehradu dosvědčují archeologické nálezy do období eneolitu na konci 4. a ve 3. tisíciletí př. n. l. Jde o pozůstatky sídliště kultury s nálevkovitými poháry (datované přibližně 3200 až 3000 př. n. l.) a poté kultury řivnáčské (2500 až 2300 př. n. l.). Podobných výšinných sídlišť je v Praze doloženo více, mj. Zámka, Šárka či Butovice. Opevnění z této doby však na Vyšehradě není doloženo. Významnější nálezy z dalších období pravěku nepřinesl ani rozsáhlý průzkum, který provádí vyšehradská expozitura Archeologického ústavu akademie věd a objevují se až v polovině 10. století. To, že scházejí i nejmenší stopy raně slovanského osídlení ze 6. a 7. století, zvláště tzv. keramika pražského typu, ba i pozůstatky ze dvou století následujících, je v rozporu s podáním o Vyšehradu jako počátku české státnosti, které se rozvinulo ve středověkých pověstech.

### Počátky Vyšehradu

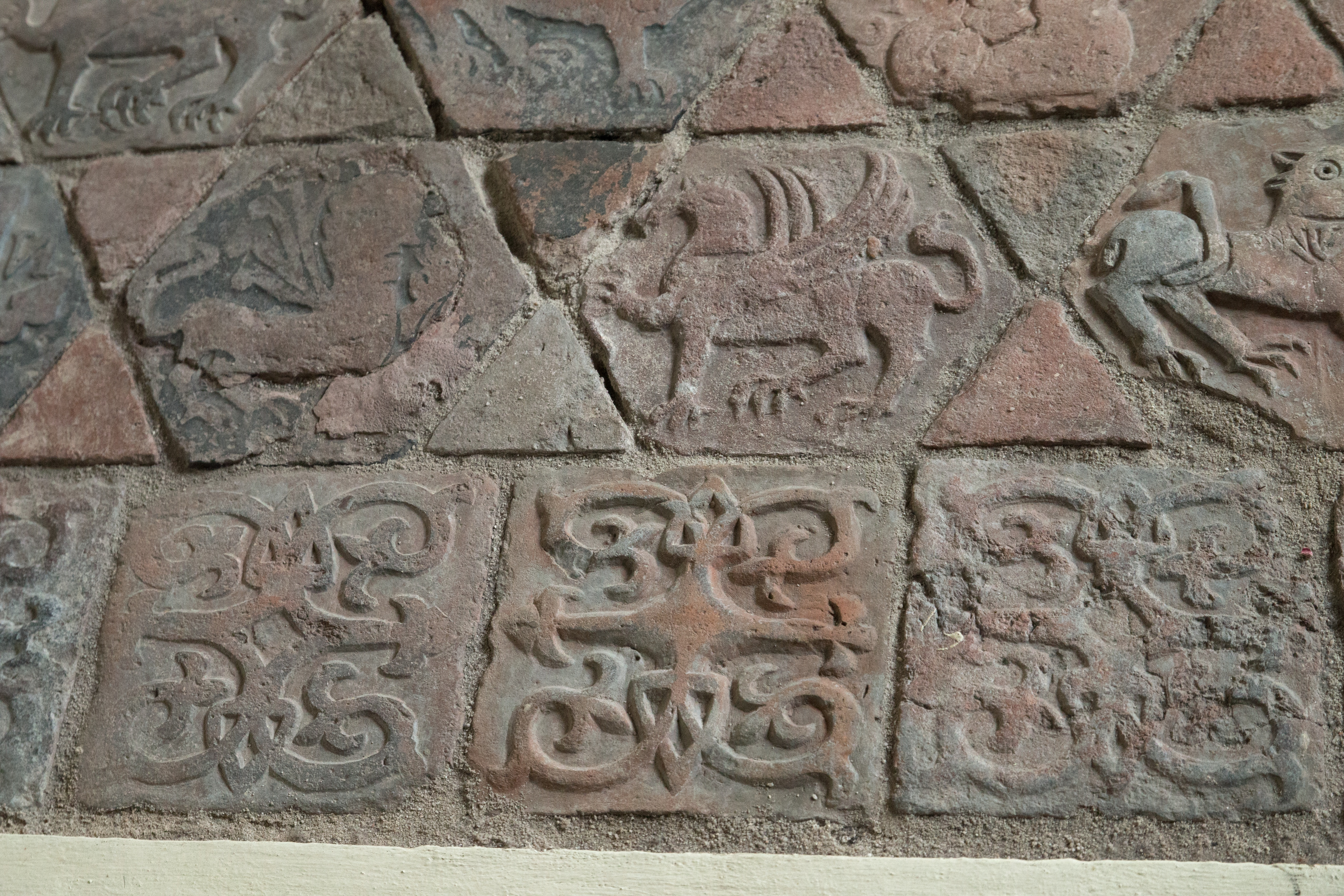
Dlaždice z kostela sv. Vavřince (před 1150)

Počátky Vyšehradu nejsou dosud dostatečně probádány. Chybí k nim písemné prameny i rozsáhlejší archeologický průzkum, který na Vyšehradě prováděl zejména Bořivoj Nechvátal. Středověký Vyšehrad je doložen ke konci 10. století, chybí spolehlivé doklady jeho domnělého staršího založení, předpokládaného na základě legendární tradice, ale i například dle existence kostelíku, jehož zasvěcení sv. Klimentovi odpovídá starší cyrilometodějské tradici.
Z nejstarší doby byly zjištěny četné zbytky keramiky na různých místech návrší, pozůstatky dřevohlinitých valů s čelní kamennou zdí na severním okraji v dnešních Karlachových sadech. Nejvýznamnějším nálezem jsou základy mohutného čtvercového kostela se třemi apsidami pod zbytky pozdější baziliky sv. Vavřince, dochovanými v objektu nynějšího Starého děkanství. Všechny tyto nálezy, stejně jako písemné prameny, nasvědčují, že Vyšehrad je zhruba o jedno století mladší než Pražský hrad. Přesný průběh opevnění z této doby nelze vzhledem k míře pozdějších terénních změn určit, rozloha hradiště bývá odhadována na 9 až 10 hektarů. Původně zde měl být domnělý hrad "Chrasten" – „jejž nynější lidé nazývají Vyšehrad (Wissegrad), tehdy však od chrastí dostal jméno Chvrasten (Hvrasten)“
Písemně je existence Vyšehradu (v podobě VVISEG, WISEG, VVISEGRAD, VAISGRAD atp.) poprvé dosvědčena opisem na rubové straně denárových mincí ze závěru vlády Boleslava II. Přibližně v letech 992 až 1012, tedy za Boleslava II., Boleslava III. a Jaromíra zde fungovala knížecí mincovna. Vedle mincí je Vyšehrad zmiňován teprve v prvních letech 11. století. Kronikář Kosmas k letům 1003 a 1004 uvádí, že kníže Jaromír se ze svého pohanění Vršovci na Velízi zotavoval na Vyšehradě a že mu vyšehradská posádka zůstala věrná po obsazení země Boleslavem Chrabrým, taktéž Dětmar z Merseburku k roku 1004 zmiňuje, že zvoněním na Vyšehradě byl dán signál k vyhnání Poláků z Prahy.

### Panovnické sídlo

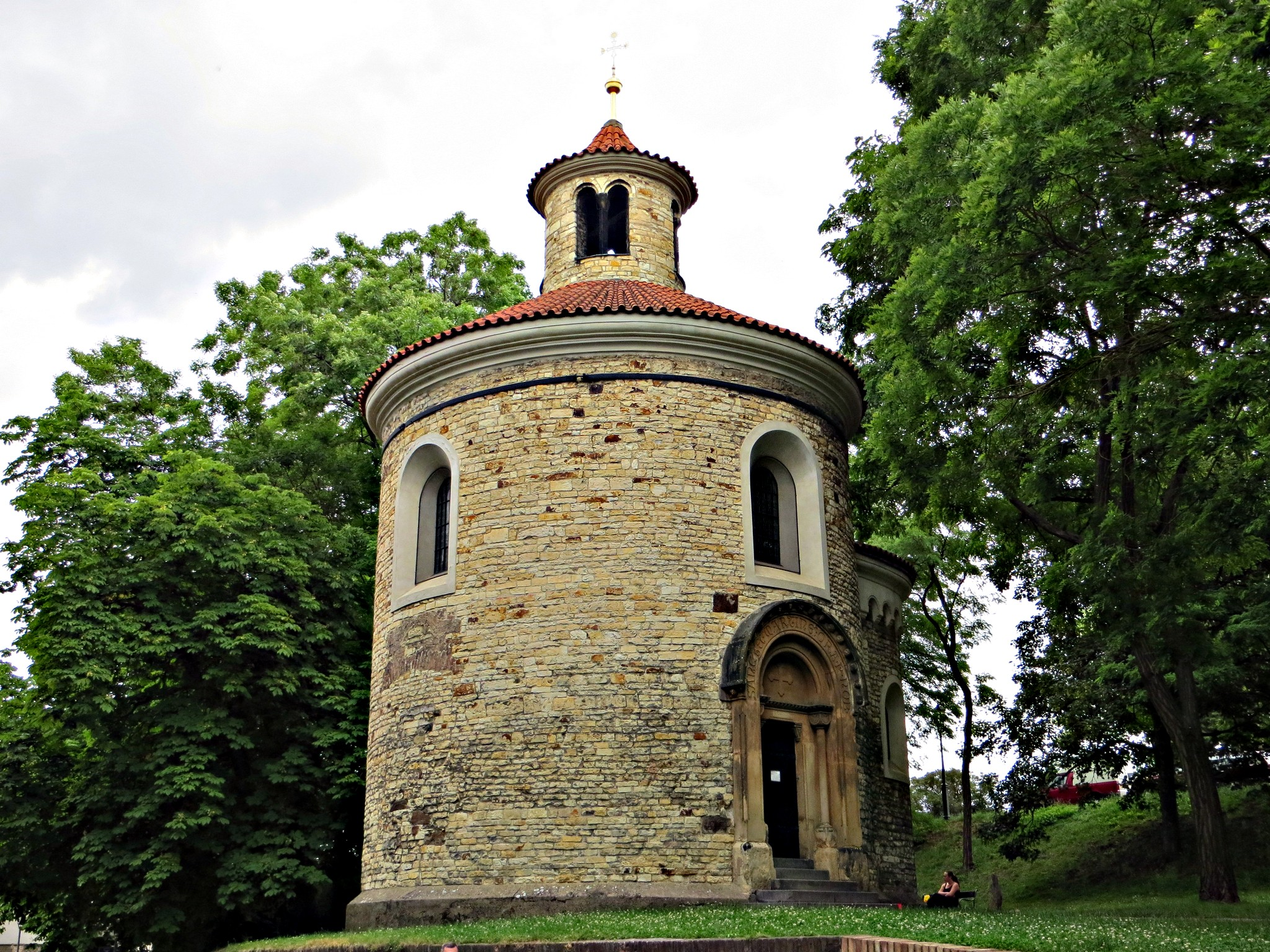
Rotunda sv. Martina je nejstarší rotundou v Praze

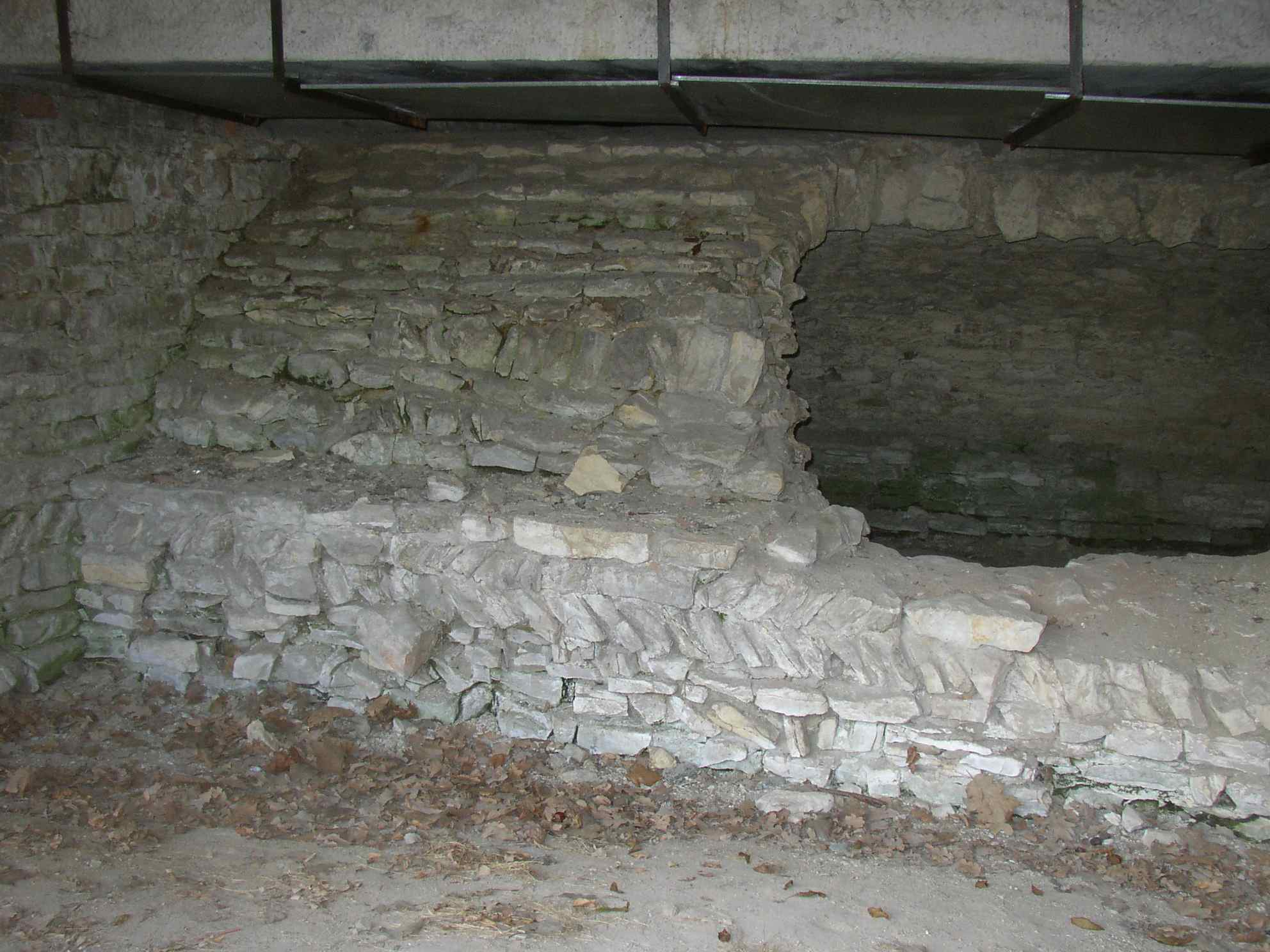
Zbytky románského mostu

Kníže Vratislav II., pozdější první český král, který měl vážné rozepře se svým mladším bratrem, pražským biskupem Jaromírem (Gebhartem), přesídlil kolem roku 1070 pryč z jeho blízkosti na Pražském hradě. Za své nové sídlo si vybral právě Vyšehrad a aby vyvážil biskupův vliv i po církevní stránce, založil tehdy na Vyšehradě kostel svatého Petra a Pavla, k němuž zřídil sbor kněží – kapitulu. Nová, bohatě nadaná (66 vesnic) kapitula se měla těšit exempci, čili měla být vyňata z biskupské pravomoci a podřízena přímo římskému papeži. Exempce, jediná svého druhu v českých zemích, byla potvrzena papežem Luciem II. roku 1144.
Panovnický palác stával kdesi v jihozápadní části hradu, přibližně nad vyšehradskou skalou. Jeho areál, obehnaný příkopem, spojoval kamenný most (zbytky mostu se dochovaly dodnes) s okrskem kapitulního chrámu v severním sousedství. Vedle zmíněné baziliky sv. Petra a Pavla se na Vyšehradě nacházelo také několik dalších kostelů. Alespoň jmenovitě je známa mj. existence kostela sv. Klimenta a rotundy sv. Jana Evangelisty v areálu paláce (ke kostelu sv. Jana se snad vztahují již některé nápisy na mincích z přelomu 10. a 11. století). V této době byly také zbudovány bazilika sv. Vavřince (s pozoruhodnou dlaždicovou podlahou) a dodnes stojící rotunda svatého Martina u hlavní brány na východním předhradí. Při Vyšehradě se, stejně jako pod Pražským hradem, nacházela zámožná kupecká osada. Vyšehrad byl i důležitým kulturním střediskem. Ke korunovaci Vratislava II. králem byl kolem roku 1085 zhotoven bohatě zdobený evangeliář, označovaný dnes jako Kodex vyšehradský, jedno z nejhodnotnějších děl románské knižní malby v Evropě. K Vyšehradu má blízko i dílo, navazující na Kosmovu kroniku a popisující události let 1125 až 1141, kronika anonymního autora, označovaného jako kanovník vyšehradský.
Vyšehrad sloužil jako sídlo českých panovníků od Vratislava II. až po Soběslava I., tedy do roku 1140. Za Soběslavovy vlády (1129) bylo také provedeno rozšíření baziliky sv. Petra a Pavla, v jejíž kryptě byli postupně pohřbeni někteří příslušníci vládnoucího rodu: Vratislav II., jeho žena Svatava, Konrád I. Brněnský, Soběslav I. a také Soběslav II. Počínaje Vladislavem II. sídlili čeští panovníci opět na Pražském hradě.

### Přestavba za Karla IV.

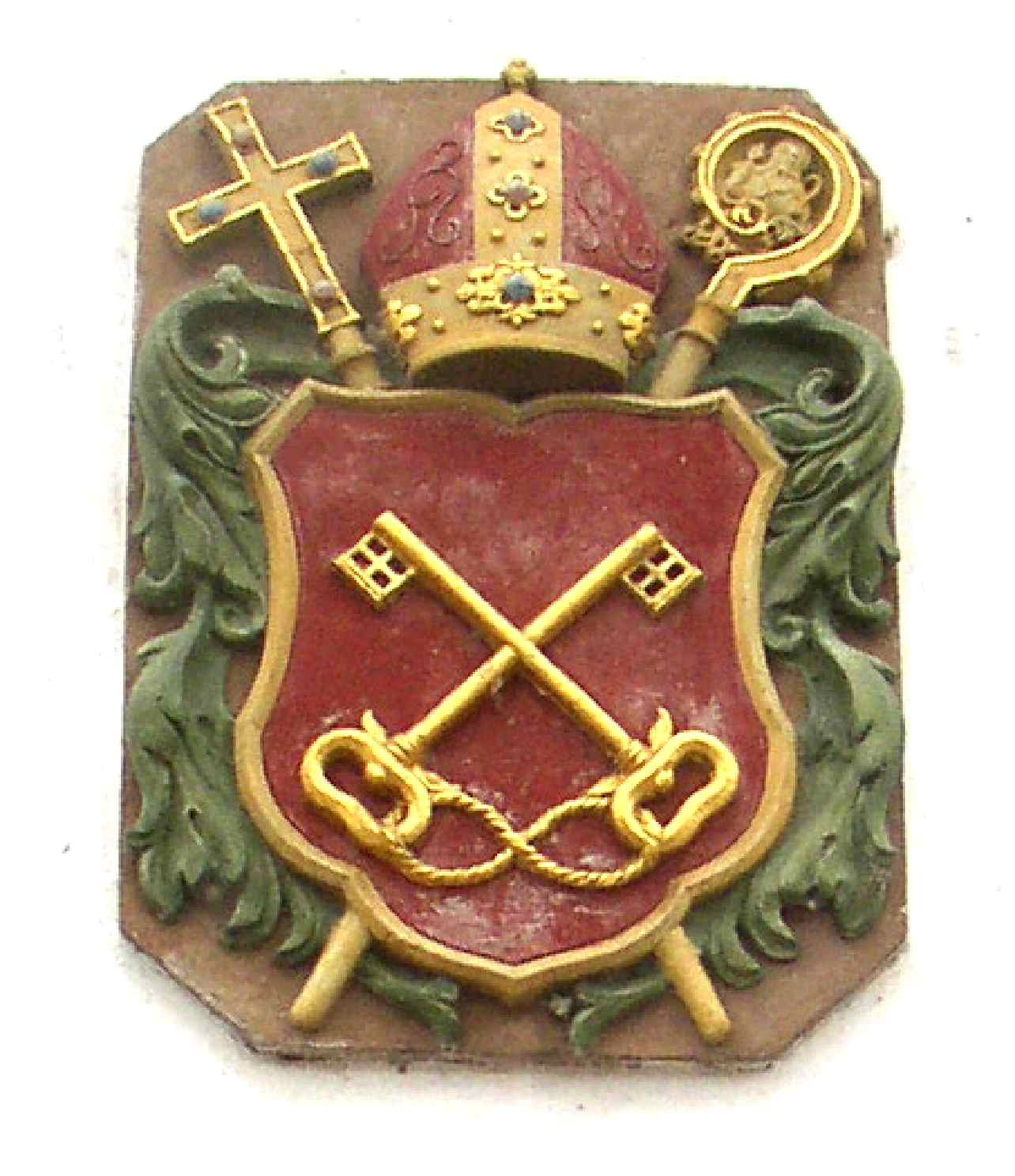
Znak vyšehradské kapituly

Když Vyšehrad přestal být panovnickým sídlem, stavební ruch utichl a hrad začal upadat, významu zcela nepozbyl, vždyť v dobách před zřízením pražského arcibiskupství roku 1344 podléhala země ve věcech církevních cizímu arcibiskupství v Mohuči, zatímco vyšehradská kapitula byla podřízena přímo papežskému stolci. Představení kapituly tak byli hojně využíváni k diplomatickým jednáním a zejména ve 13. a počátkem 14. století bývala fakticky propojena hodnost probošta s funkcí královského kancléře. Mezi nejznámější osobnosti tohoto dvojího úřadu patřili např. Gervasius, pozdější mohučský arcibiskup Petr z Aspeltu či Jan Volek. Protože probošti mnohdy ani nepobývali na Vyšehradě, běžný chod kapituly řídil její děkan. Vyšehradská kapitula v této době patřila k nejbohatším pozemkovým vlastníkům v zemi, patřilo jí např. město Prachatice.

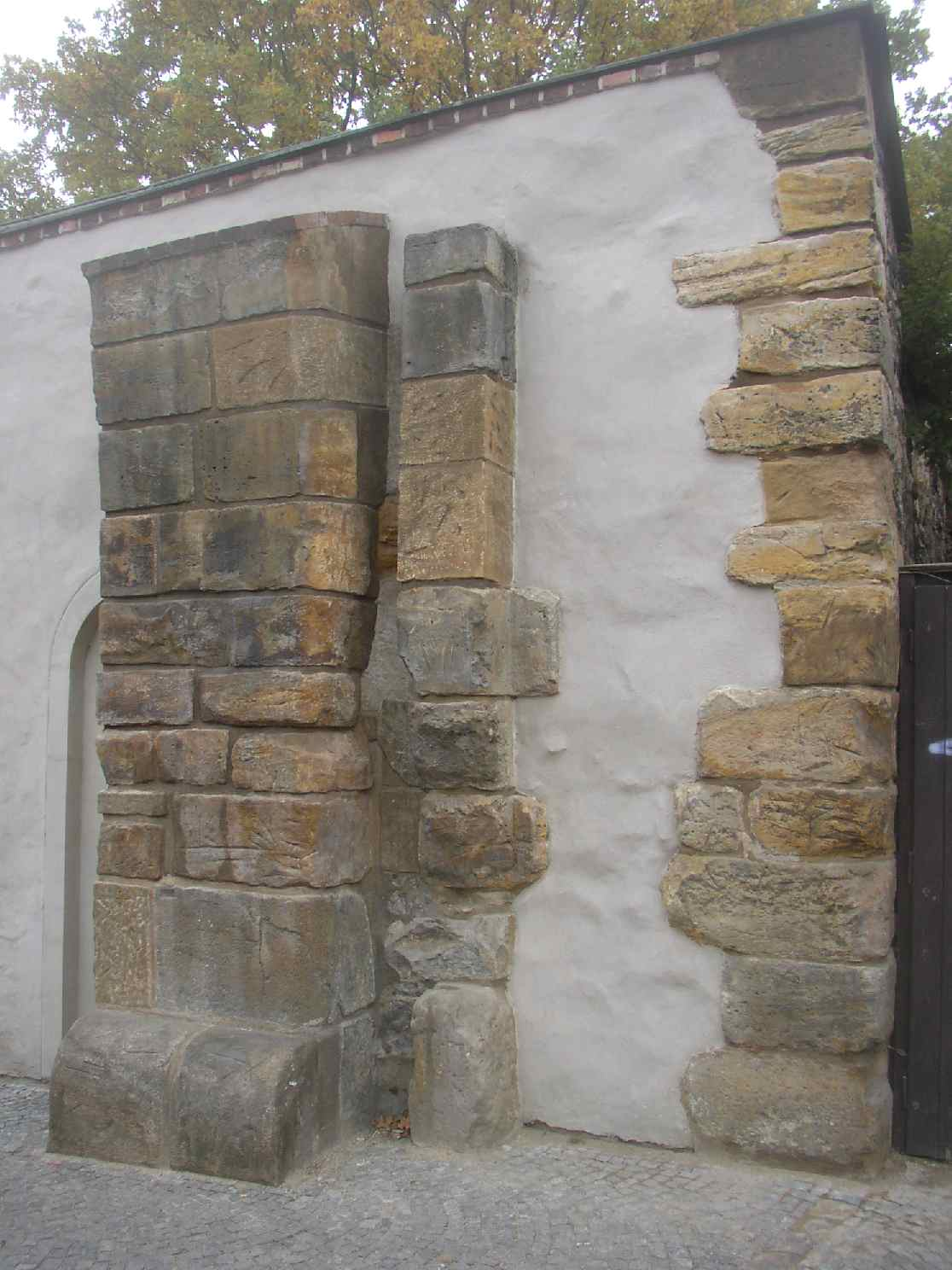
Pozůstatky brány Špičky

Roku 1249 postihl baziliku sv. Petra a Pavla požár a následné, již raně gotické, rekonstrukce se táhly několik desetiletí. Výraznou gotickou přestavbu zahájila královna Eliška Přemyslovna, která na Vyšehradě v domě svého nevlastního bratra Jana Volka 28. září 1330 zemřela. Chrám ve své nové podobě dosáhl délky kolem 110 metrů, čímž se stal zdaleka největším kostelem v Praze. Půdorys této stavby se s nynějším chrámem překrývá jen částečně – základy větší části románské i gotické stavební fáze leží v prostoru vyšehradského hřbitova ve východním prodloužení dnešního kostela; fragmenty dvou pravděpodobně panovnických hrobů byly archeology lokalizovány uvnitř. Další rozsáhlé budování chrámu následovalo za Eliščina syna Karla IV. v 60. a 70. letech a pokračovalo i za Václava IV. Významným uměleckým dílem, které se dochovalo z období po roce 1355, je deskový oltářní obraz italského ikonografického typu Panny Marie pokorné (Madonna dell'Umilta), sedící bez trůnu přímo na trávníku rajské zahrady, s Ježíškem hrajícím si s lemem jejího pláště. Z období barokního kultu je znám jako Vyšehradská madona, nebo madona Dešťová, protože se nosil v přímluvném procesí za déšť pro nadcházející úrodu. Obraz pravděpodobně dal namalovat Jan Očko z Vlašimi pro dnes již zaniklý špitální kostel téhož patrocinia, tedy Pokory Panny Marie, který stával ve vyšehradském podhradí v prostoru nynější křižovatky ulic Vratislavovy, Vnislavovy a Libušiny. Stříbrným příkrovem se svým znakem obraz opatřil Václav Králík z Buřenic.
Z předchozí a téže doby jsou při Vyšehradské bazilice doloženy další kaple, např. Volkova fundace kaple Božího Těla, a jeden kostel, později zaniklý. K roku 1352 se poprvé písemně připomíná kostel sv. Kříže, pozdější kostel Stětí sv. Jana Křtitele v hradbách. Zástavba hradu v předhusitském období nebyla souvislá, na Vyšehradě existovala řada kanovnických domů a samostatných dvorců, žilo zde odhadem přes 100 duchovních s nezanedbatelným počtem služebnictva. Svahy Vyšehradu byly v této době z velké části osázeny vinicemi.

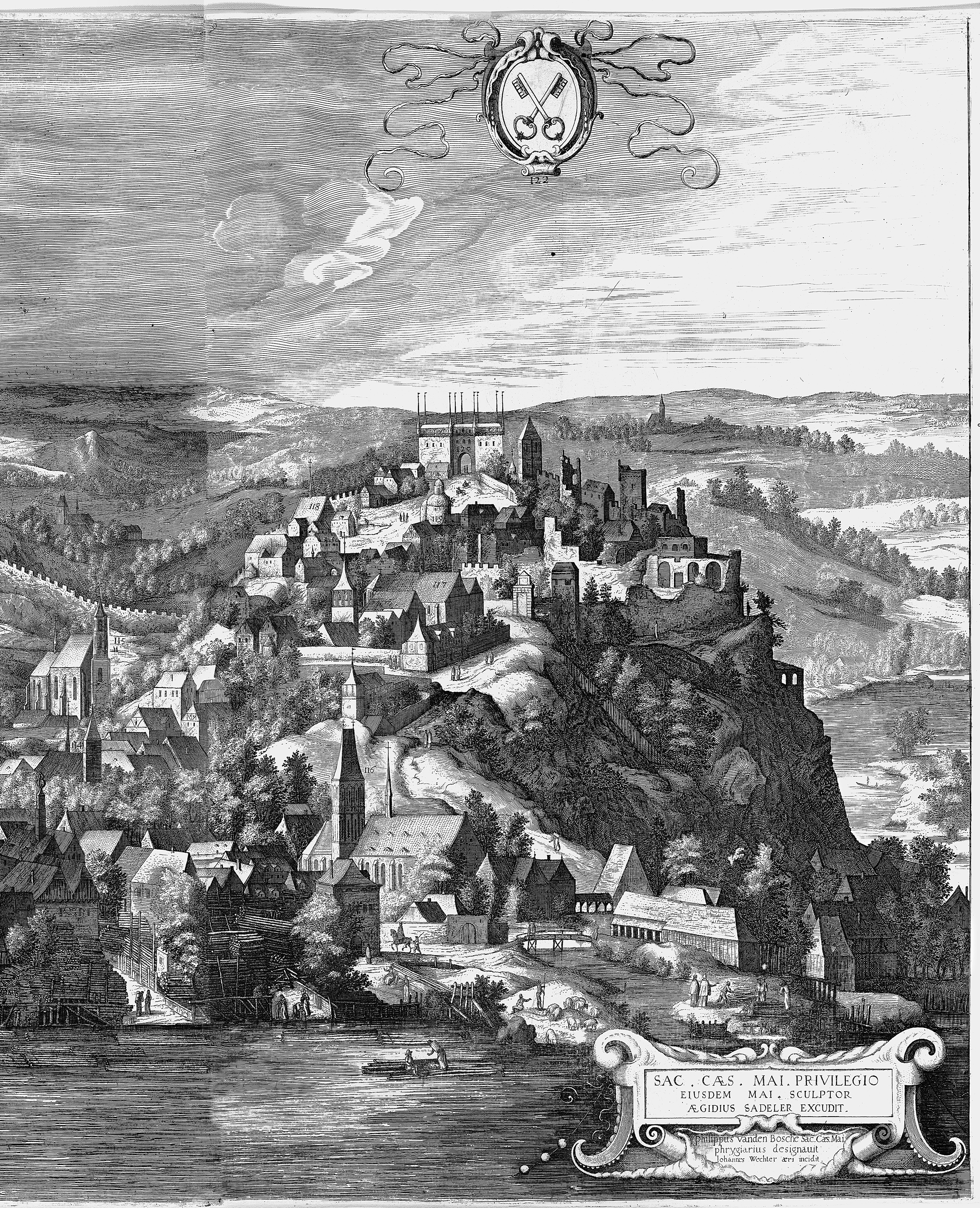
Vyšehrad na počátku 17. století

Doba vlády Karla IV. znamenala v dějinách Vyšehradu druhý vrchol s rozsáhlou stavební činností. V souvislosti s velkorysým založením Nového Města pražského byl Vyšehrad napojen na budované městské hradby a jeho vlastní opevnění ve velice krátké době (1348 až 1350) zcela přebudováno a zesíleno. Vyšehrad obklopily gotické hradby s ochozem a cimbuřím, lemované v pravidelných 60m rozestupech asi 15 čtvercovými věžemi o rozměrech 7,5×7,5 m. Opevnění mělo dvě mohutné brány – Špičku na straně pankrácké a Jeruzalémskou (Pražskou) na straně novoměstské. Zatímco Špička se dochovala hluboko do novověku a její malou část lze vidět dodnes, Jeruzalémská brána vzala za své už za husitských válek. Karel nechal na Vyšehradě zbudovat i výstavný areál královského paláce. Velký zájem, který tento panovník projevoval o Vyšehrad souvisel s potřebou přihlásit se k návaznosti na tradici přemyslovské dynastie. Proto se v jím sepsaném Korunovačním řádu českých králů započínají obřady v předvečer korunovace na Vyšehradě, kde mají být novému panovníkovi ukazovány údajné střevíce a mošna Přemysla Oráče, právě zde tradičně uchovávané.

### Rozboření
Roku 1420 oblehli Vyšehrad husité. Křižácká vojska, která přitáhla Vyšehrad vymanit z kleští obležení, husité v bitvě na pankrácké pláni 1. listopadu 1420 porazili a posádka Vyšehradu se vzdala. Husité pak Vyšehrad vyplenili a proměnili v ruiny.
V následujícím období byl Vyšehrad s podhradím osídlen chudými řemeslníky a změnil se v malé městečko. Vliv si zde podržela kapitula, které patřily i rozsáhlé pozemky, dvory a vsi v okolí – na území dnešních Nuslí, Podolí a Braníka. Jako samostatná pevnost v následujícím období nesloužil, ale jeho opevnění zůstala úloha v obranném systému Prahy.

### Pevnost a barokní bazilika

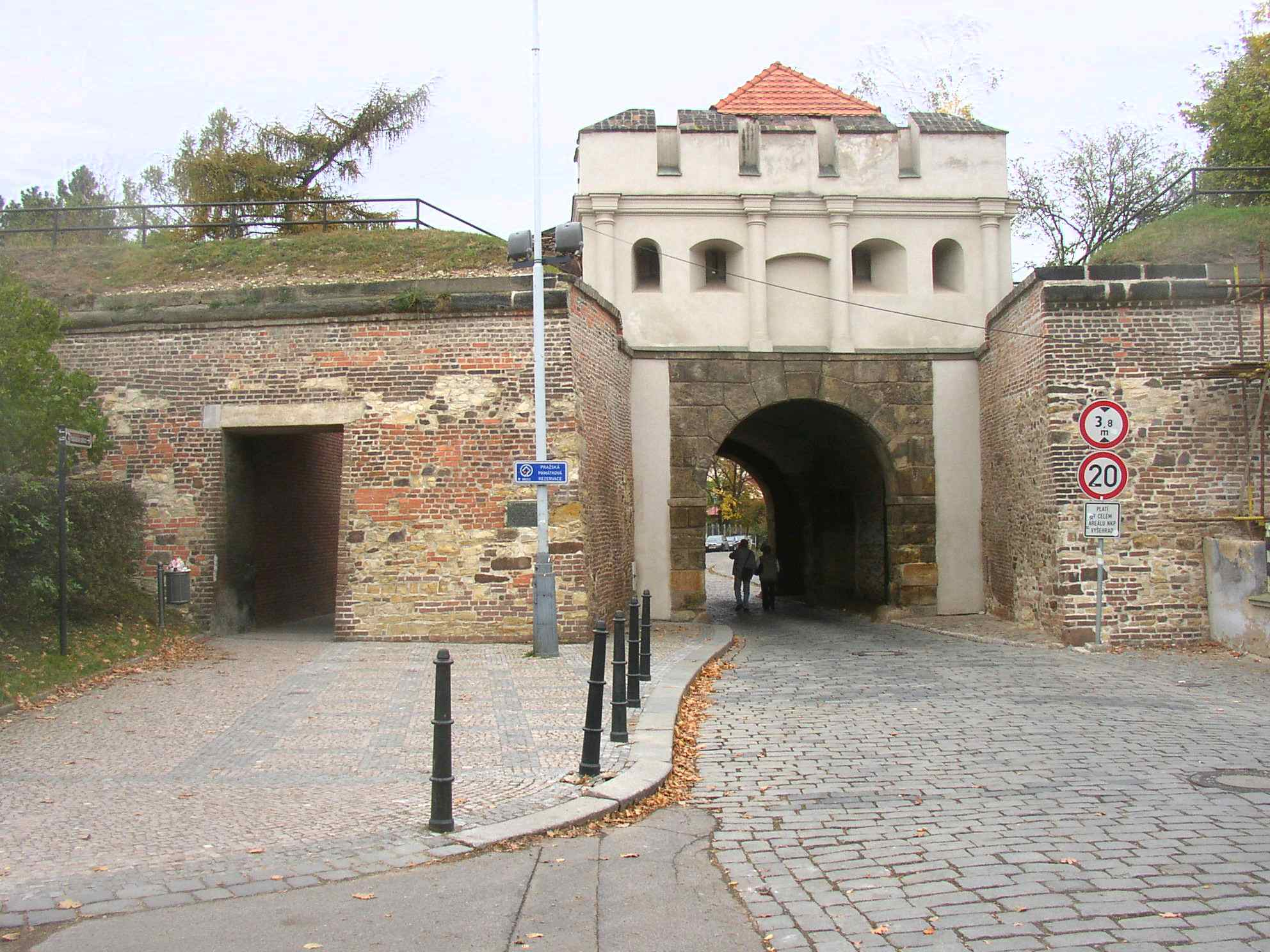
Táborská brána, ještě v pozdně renesanční podobě, byla zbudována kolem roku 1640

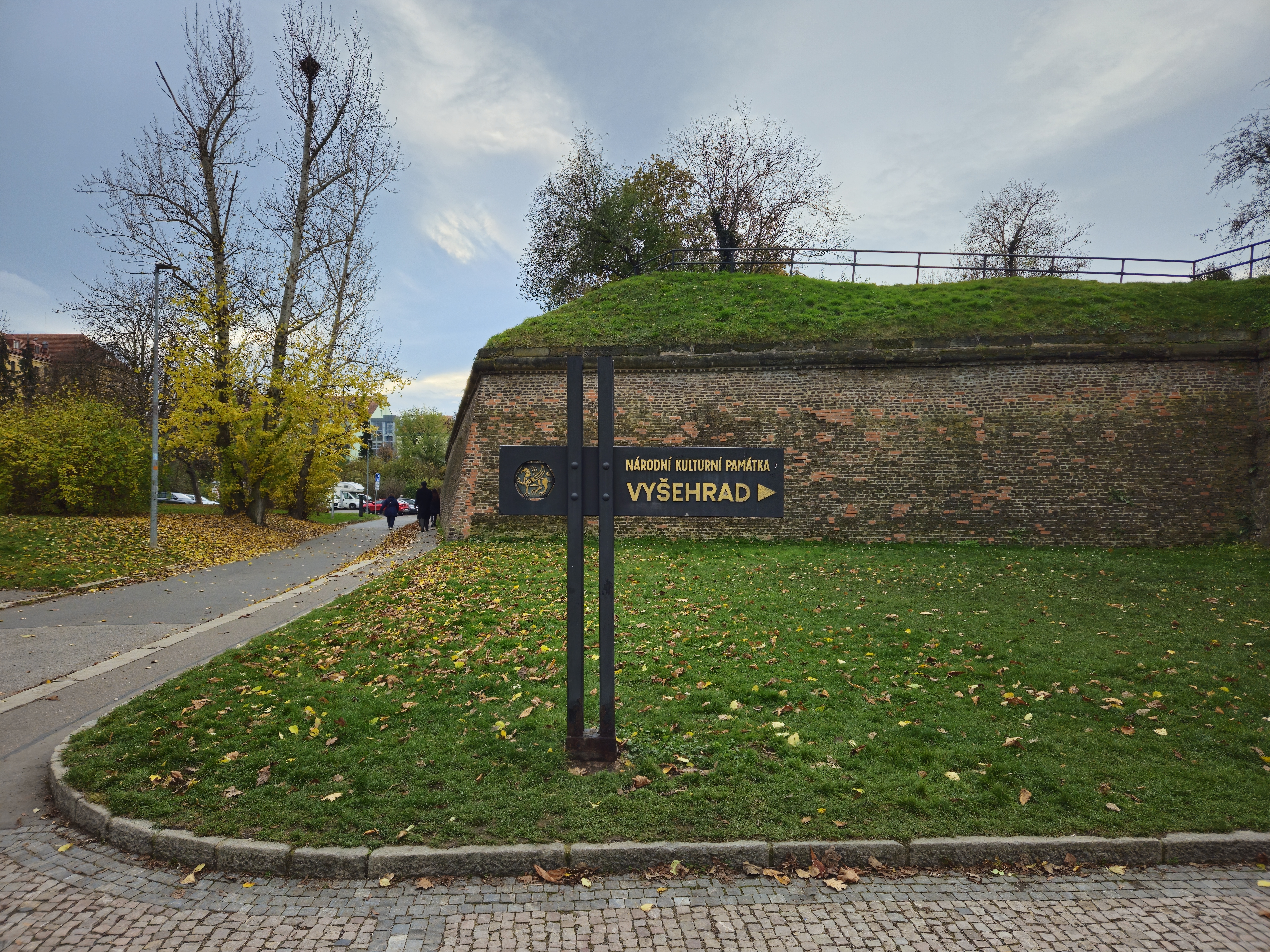
Navigační cedule

Protože starý gotický systém opevnění byl s pokrokem vojenství a zvláště dělostřelby málo účinný, započalo se už v prvních letech třicetileté války s posilováním obrany Prahy a také Vyšehradu budováním předsunutých sypaných bastionů na nejohroženějších místech stávajících hradeb. Na Vyšehradě se jednalo především o prostor před branou Špičkou k Pankráci. Po roce 1639 byla v tomto prostoru zřízena rohová hradba s dnešní Táborskou branou, později přestavěná a doplněná počátkem 50. let. Známý je návrh generála Montecuccoliho, sepsaný bezprostředně po skončení švédského obležení v prosinci 1648, v němž navrhuje vybudovat v zemi sedm moderních pevností, z toho dvě chránící přímo Prahu. Zatímco návrh na opevnění Strahova se neuskutečnil, po schválení císařem Ferdinandem III. roku 1653 se začalo s výstavbou vlastní vyšehradské pevnosti. Základem byly plány Innocenza Contiho s pozdějšími dodatky Josefa Priamiho. Vlastní stavbu prováděli mj. Carlo Lurago, Santino Bossi, později zejména Giovanni de Capauli. Třebaže hlavní objem prací spadal do 50. a 60. let 17. století, budování pevnosti probíhalo v menší míře i během následujících desetiletí. Do roku 1727 tak byly na vyšehradském opevnění prostavěny přes 2 miliony zlatých.
Opevňovací práce znamenaly úplnou zkázu pro horní vyšehradské město – jeho městská zástavba, prakticky vylidněná již během předchozích válečných událostí, byla zbořena v letech 1653 až 1654, z prostor pevnosti byla na dlouhý čas vysídlena i kapitula. Vlastní pevnost dostala tvar nepravidelného pětiúhelníka s pěticí bastionů, vybíhajících z jeho rohů (šestý atypický bastion byl zamýšlen na vltavské straně). Bastiony, původně pojmenované podle světců, dostaly později i pořadová čísla v rámci systému pražské pevnosti. Jejich označení jsou tedy následující: Bastion č. 33 (sv. Bernarda) při napojení novoměstských hradeb na severní straně nad údolím Botiče, bastion č. 34 (sv. Pavla, též sv. Rocha) na východě směrem k Nuslím, bastion č. 35 (sv. Petra, též sv. Anežky) na jihovýchodě směrem k Pankráci a Podolí, bastion č. 36 (sv. Ludmily) na jihozápadě, neúplný bastion č. 37 (sv. Václava) na západě a bastion č. 38 (sv. Leopolda) na severozápadním rohu pevnosti. Eskarpa (vnější zeď) pevnostních valů byla založena z kamene a v líci vyzděna z cihel, mocnost jejího zdiva, pro zmenšení účinku dopadajících koulí mírně sešikmeného směrem vzhůru, se pohybuje od 5 do 2,5 m, průměrná výška pevnostních hradeb přesahuje 13 m, v některých místech se opevnění zvedá až do výše 18 m. Pevnostní valy byly z větší části opatřeny spojovacími chodbami a kasematy, sloužícími jako sklady střeliva a potravin. Největší z těchto prostor, dnes zvaná Gorlice (330 m², výška 13 m) se nachází v nitru bastionu č. 33. Výrazným prvkem byla budova barokní zbrojnice z druhé poloviny 50. let 17. století. Tato mohutná obdélná stavba o rozměrech 82×29 m stávala v jižním sousedství chrámu sv. Petra a Pavla až do roku 1927, kdy ji zničil požár. Kasárna k ubytování většího množství vojáků se v areálu pevnosti nenacházela, vojsko bylo ubytováno v různých objektech na jiných místech Prahy.

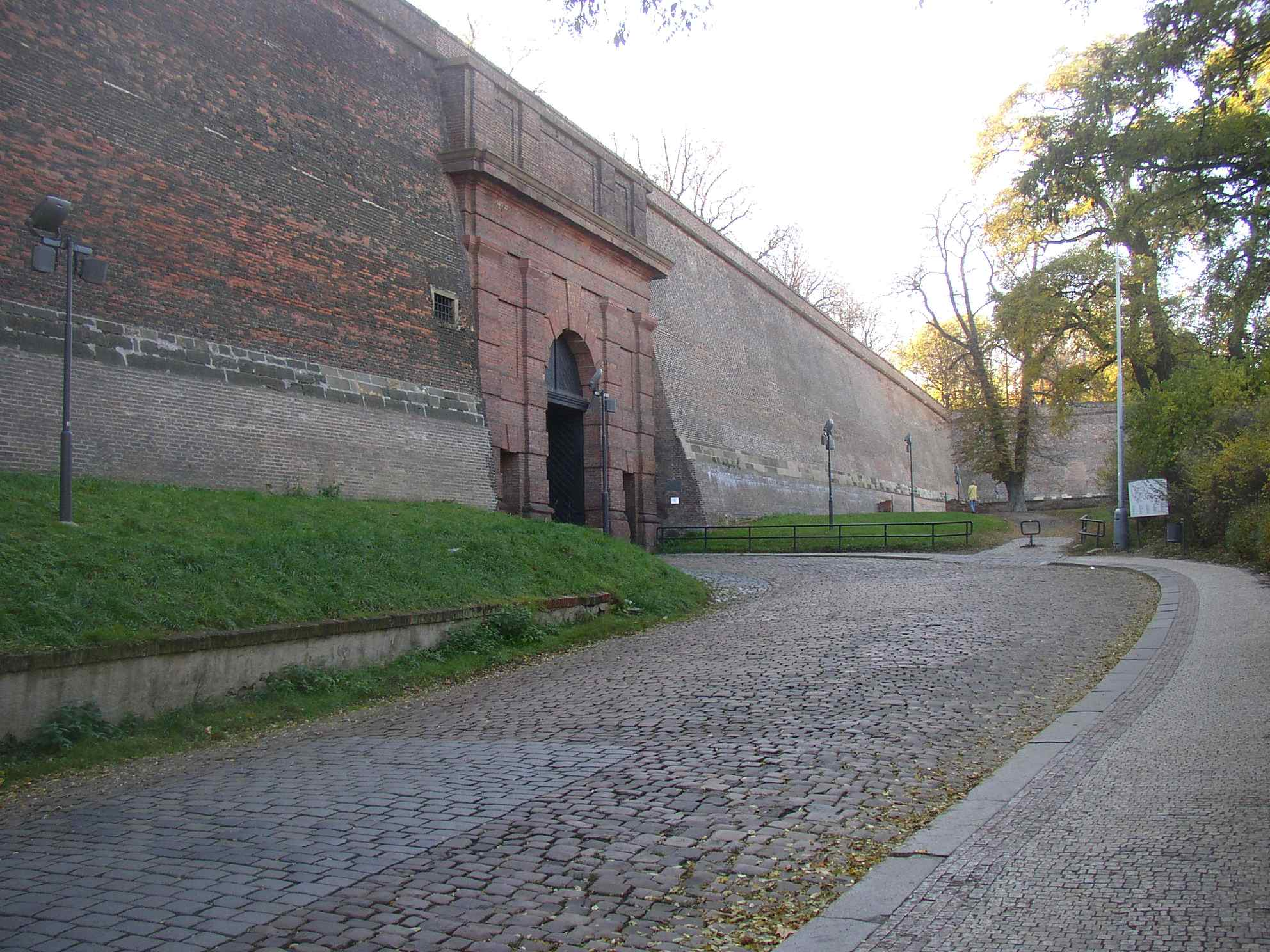
Cihelná brána byla zřízena v kurtině mezi bastiony č. 33 a 38 v letech 1835 až 1841

Přestože byla budována a vylepšována po dvě století, vyšehradská pevnost se nakonec nikdy při obraně Prahy bojově neuplatnila. Její význam snižovalo nedostatečné zajištění posádkou, absence předsunutých opevnění a zejména poměrně okrajová poloha vůči většině území pražských měst. Za válek o rakouské dědictví byla v letech 1741 až 1742 okupována Francouzi, kteří provedli řadu stavebních vylepšení, poté na podzim 1744 opět bez boje na deset týdnů obsazena Prusy. Ti se při odchodu pokusili pevnost zničit výbušninami, doutnáky však byly včas uhašeny třemi místními občany. Dalším výrazným obdobím stavební aktivity na opevnění byla léta 1808 až 1809 za napoleonských válek (mj. zřízeny dvě předsunuté reduty a šíp na Pankráci), vůbec posledním doplňkem byl dělostřelecký redan, zřízený bezprostředně po zkušenostech s revolucí roku 1848 pod bastionem č. 38, určený k případné pacifikaci Prahy dělostřeleckou palbou (podobná stanoviště tehdy vznikla i na bastionech č. 4 na Petříně a č. 19 na Klárově).
Impozantní ruiny baziliky sv. Petra a Pavla, zachycené na Sadelerově prospektu Prahy z roku 1606, nezůstaly pusté, hlavní vyšehradský chrám zprvu spravovali jezuité a postarali se o oltářní obrazy významných malířů: Hans von Aachen a Roelant Savery namalovali roku 1607 Stigmatizaci sv. Františka s poustevníky v pozadí, anonymní olejomalba Nanebevzetí Panny Marie vznikla roku 1630 a koncem 40. let 17. století dodal Karel Škréta tři obrazy, ze kterých se dochovalo Obrácení sv. Pavla. Hlavní etapa vnitřního vybavení nastala po barokní dostavbě kostela roku 1730, kdy malíř Filip Servatius vytvořil osm oltářních obrazů: sv. Jana Křtitele, sv. Josefa s Ježíškem , sv. Jana Evangelisty, sv. Klimenta. sv. Václava, sv. Martina, sv. Jana Nepomuckého a sv. Karla Boromejského.

### 2. polovina 19. století
Po prohrané válce s Pruskem roku 1866, která ukázala zastaralost a neúčinnost systému městských pevností, bylo ještě v roce 1866 rozhodnuto pražské opevnění zrušit a odprodat magistrátu. Od roku 1875 probíhala postupná likvidace hradeb kolem města, Vyšehrad však zůstal pod vojenskou správou až do roku 1911, kdy konečně došlo k předání pevnostních objektů městu Praze. Dodnes mu dominují mohutné cihlami zpevněné hradební valy. Uvnitř valů se nacházejí rozsáhlé a zčásti přístupné kasematy, které zčásti slouží jako depozitář originálů soch z Karlova mostu.

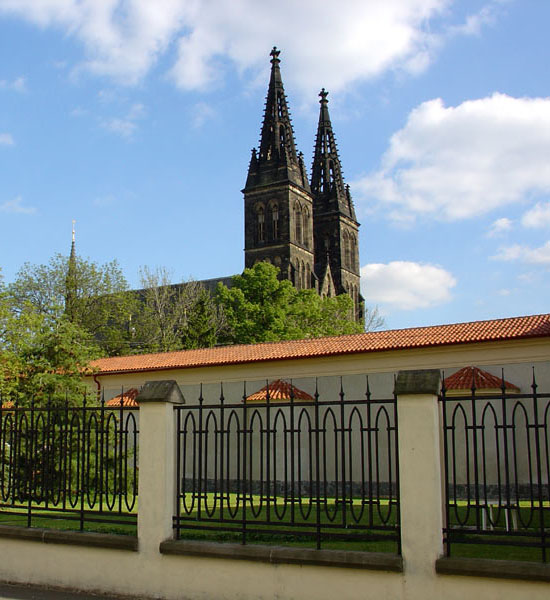
Bazilika svatého Petra a Pavla

Svou dnešní podobu získal Vyšehrad v podstatě v druhé polovině 19. století a na začátku 20. století, zejména díky péči proboštů Václava Štulce a Mikuláše Karlacha po zrušení pevnosti v roce 1866. Barokní, původně gotický chrám svatého Petra a Pavla byl podle plánů Josefa Mockera výrazně přestavěn v novogotickém slohu a uvnitř v té době získal nezvyklou secesní výzdobu. Vedle něj na hřbitově začalo pod vedením spolku Svatobor vznikat národní pohřebiště významných osobností, v jehož čele byla vybudována hrobka Slavín. Byly postaveny i některé další budovy (nové děkanství a proboštství) a parkově upraveny zelené plochy (Štulcovy a Karlachovy sady).

## Stavby a objekty

### Uvnitř pevnosti
Opevnění

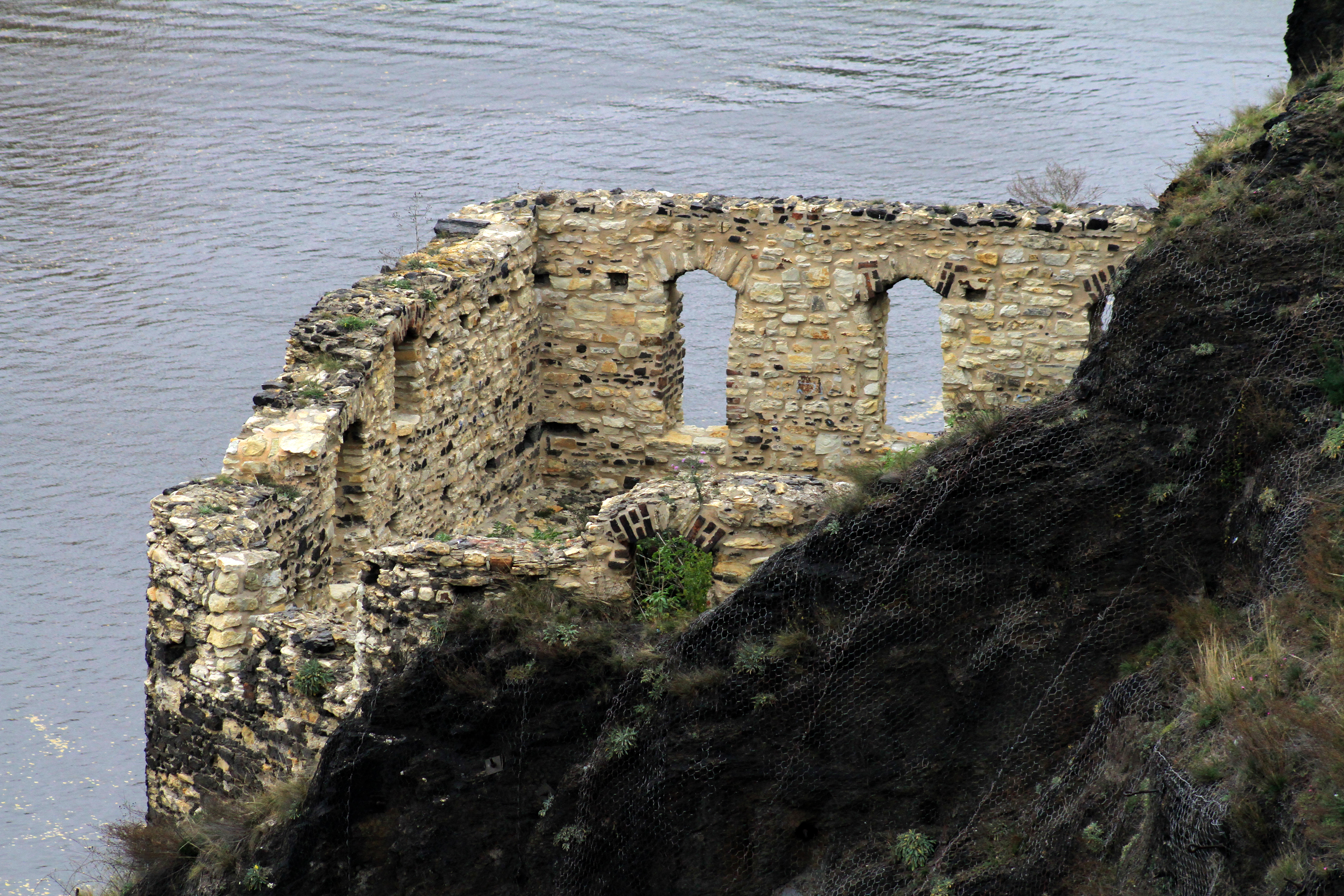
Tzv. Libušina lázeň

- Cihelná brána na severní straně ve Vratislavově ulici
- Gorlice, sál v kasematech východně od Cihelné brány; vstup z brány
- Táborská brána, první brána z pankrácké strany, v ulici V pevnosti
- Zbytky gotické brány Špička, druhá brána v ulici V pevnosti
- Leopoldova, také Francouzská brána, třetí brána v ulici V pevnosti
- Libušina lázeň

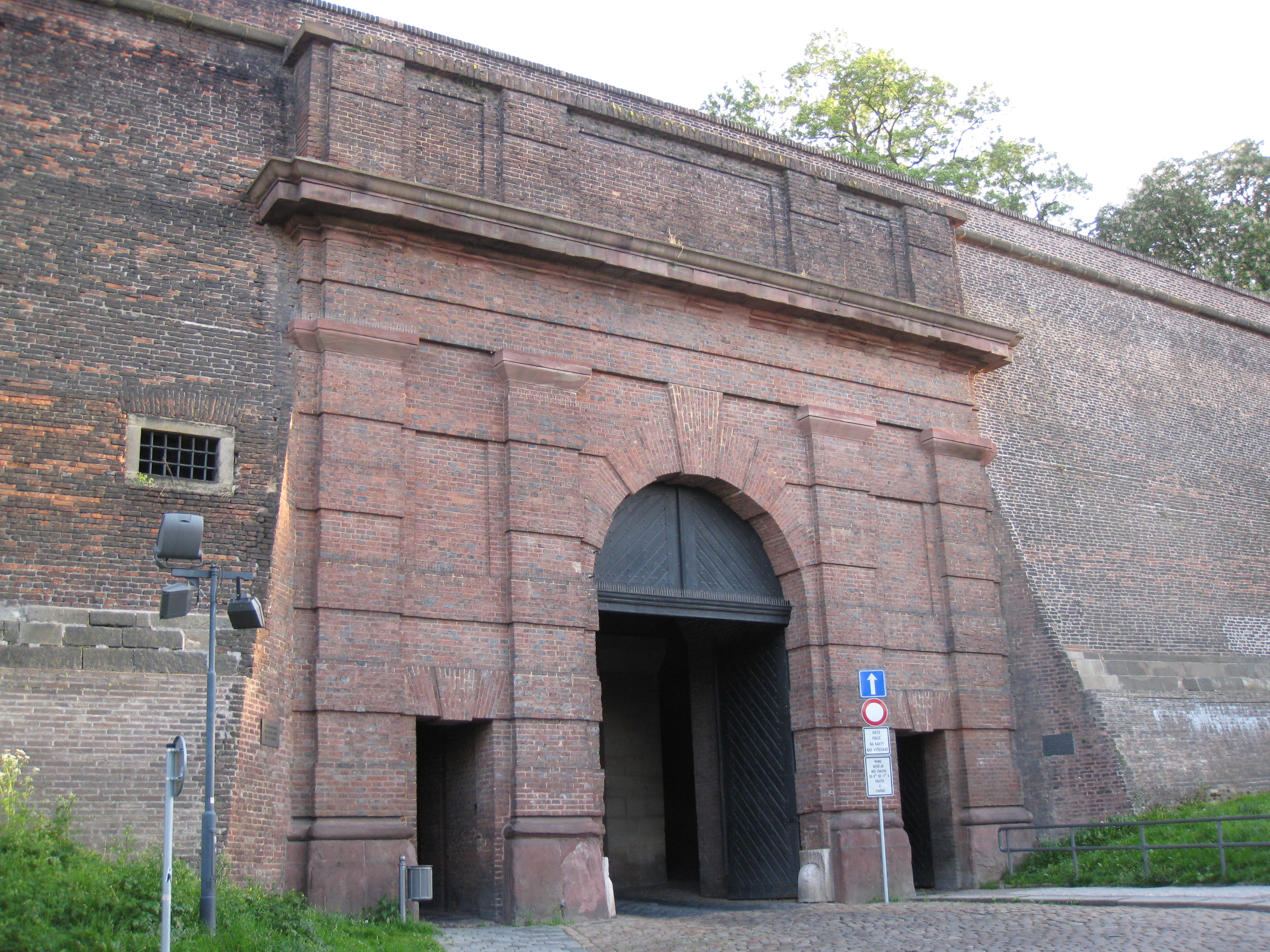
Cihelná brána
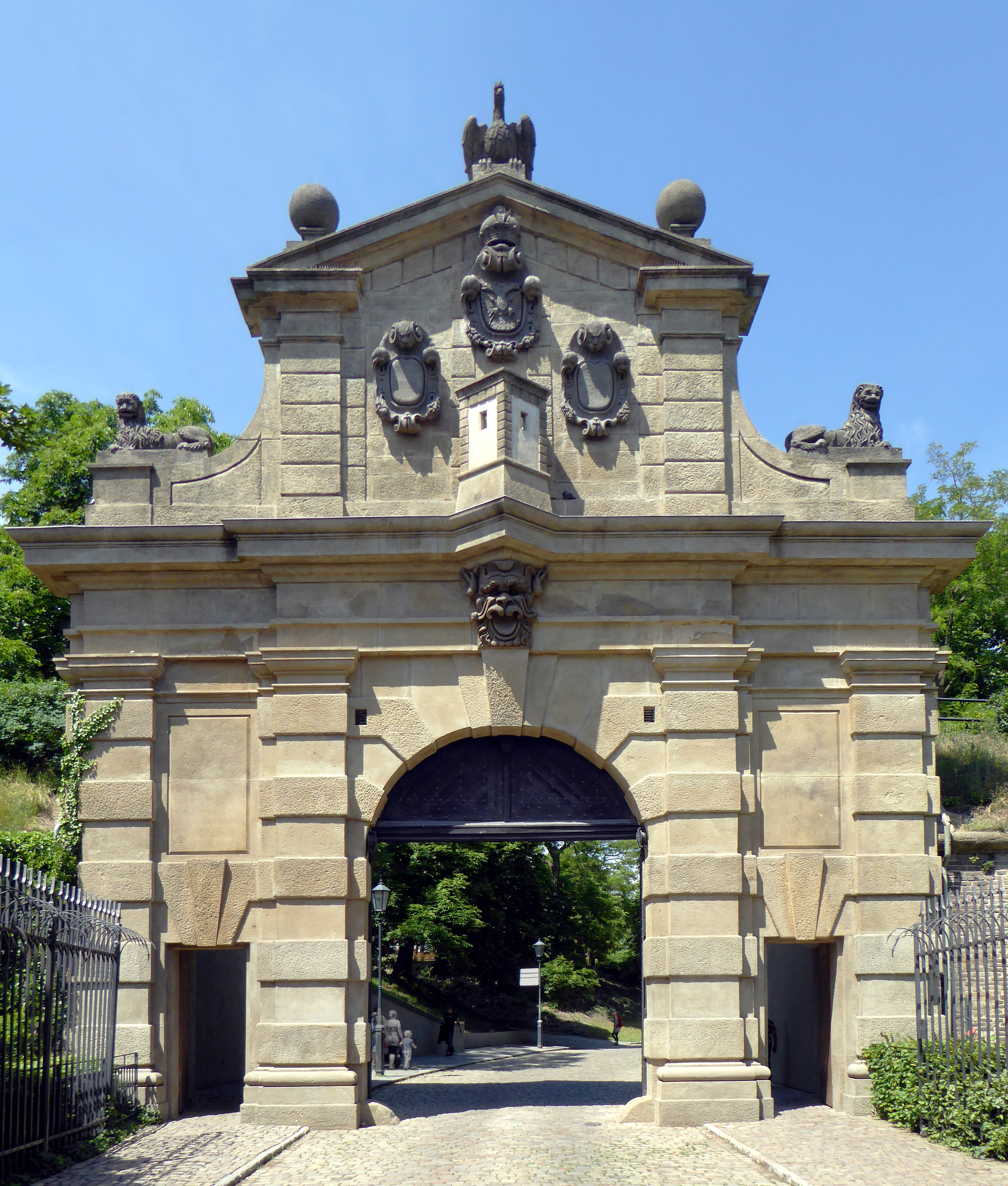
Leopoldova brána
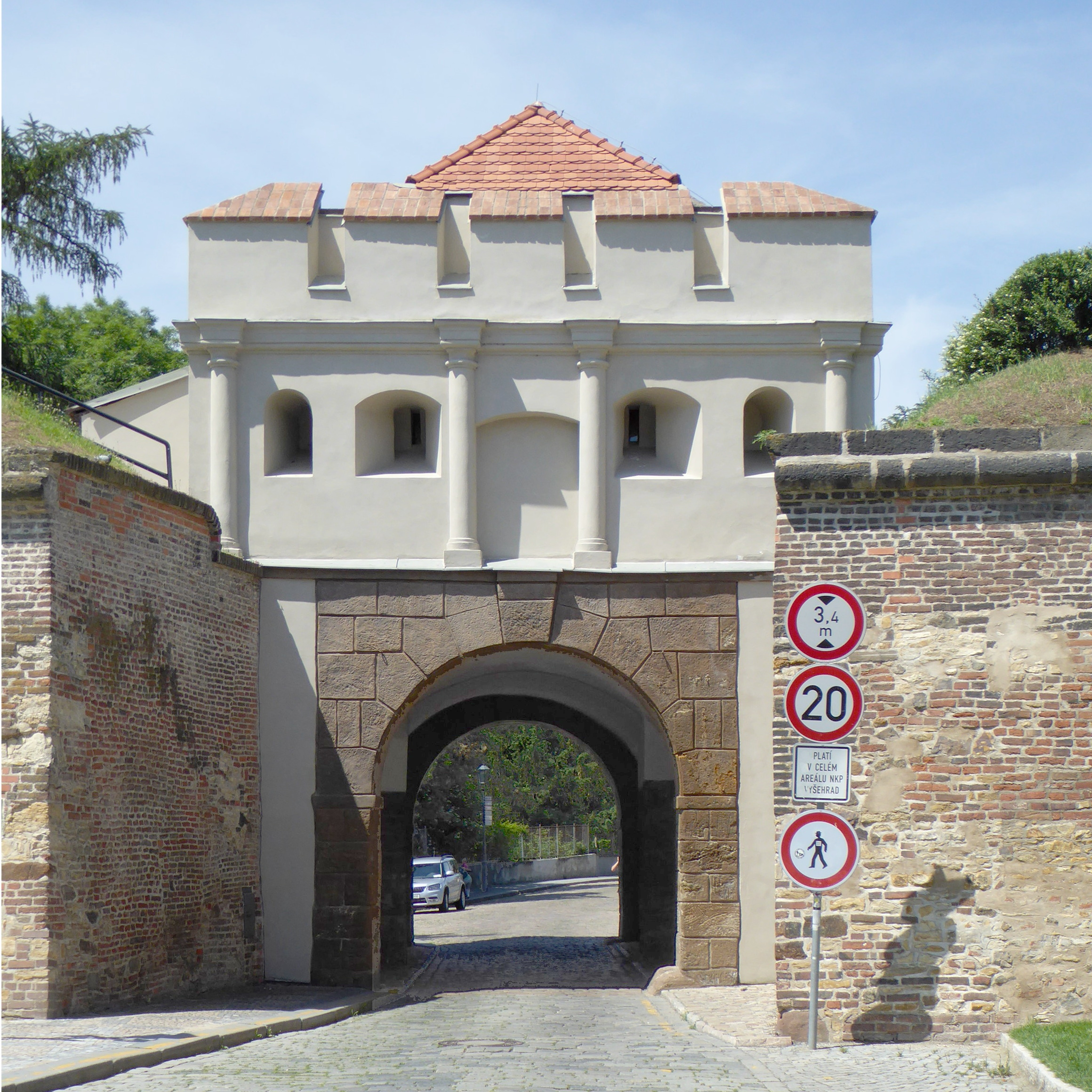
Táborská brána

Kostely, kaple a hřbitov

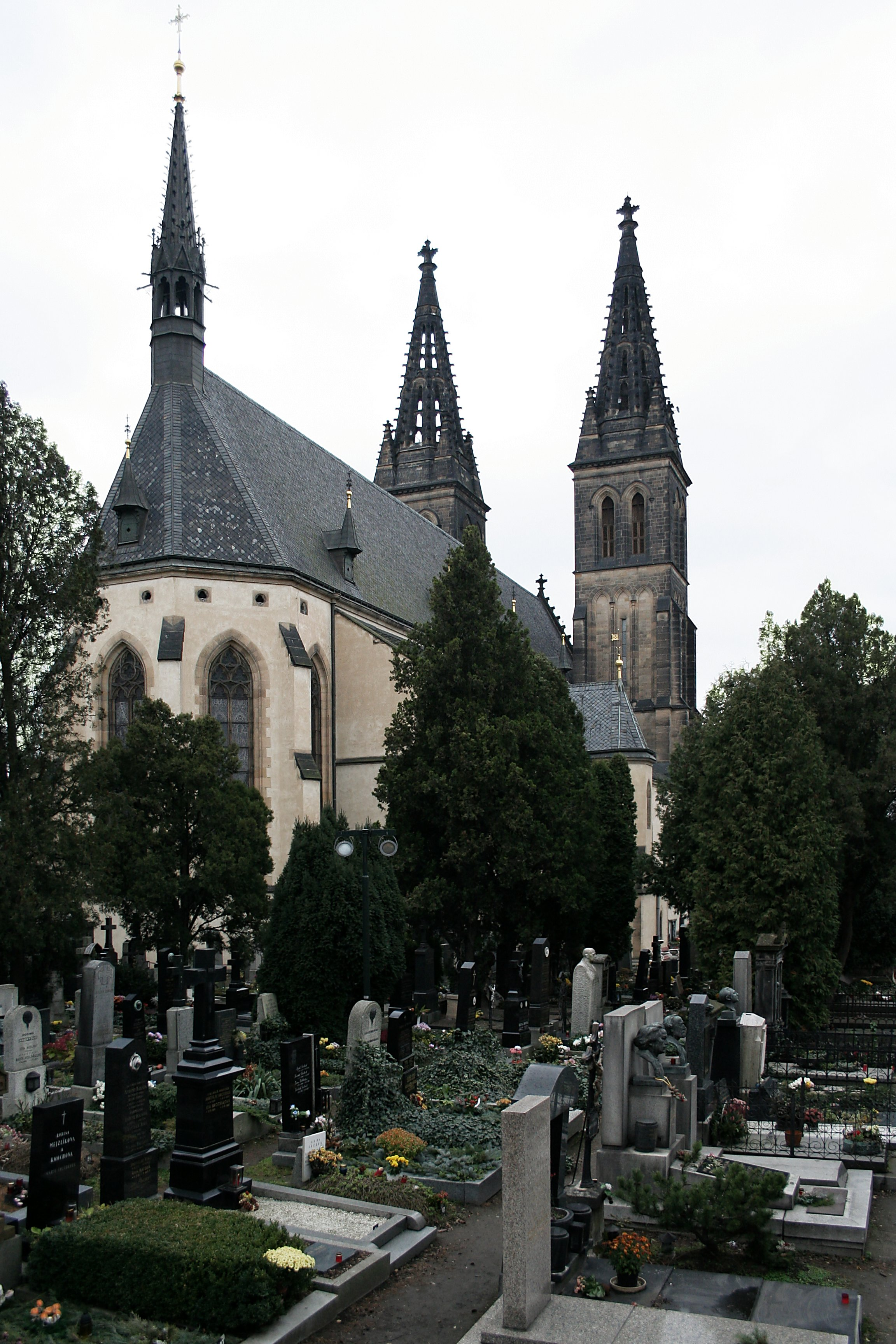
Chrám, pohled z Vyšehradského hřbitova

- Bazilika svatého Petra a Pavla, gotická trojlodní bazilika se dvěma věžemi
- Rotunda svatého Martina z doby kolem 1120
- Kaple Panny Marie Šancovské v parku za rotundou
- Kostel Stětí svatého Jana Křtitele v parku za rotundou
- Kaple svaté Ludmily
- Pozůstatky baziliky svatého Vavřince ve Starém děkanství
  - Nejstarší kostel neznámého zasvěcení. Pod bazilikou sv. Vavřince se nacházejí pozůstatky staršího kostela datovaného mezi polovinou 10. a polovinou 11. století, nejstarší známé stavby Vyšehradu. Od jeho objevení roku 1968 se předpokládala menší stavba křížového půdorysu, ale revizní archeologický průzkum provedený v létě 2014 zásadně změnil představy o tomto kostele. Závěry výzkumu předpokládají velkou stavbu o rozloze 230 m² čtvercového půdorysu se třemi apsidami, která odpovídá slohu byzantských či západoevropských staveb. Zhodnocení architektury a významu stavby, která byla o 40 % větší než starší rotunda svatého Víta na Pražském hradě a jedna z největších staveb na území západních Slovanů, pravděpodobně ovlivní představu o počátcích nejen české architektury, ale i českého státu.[8]
- Vyšehradský hřbitov se Slavínem

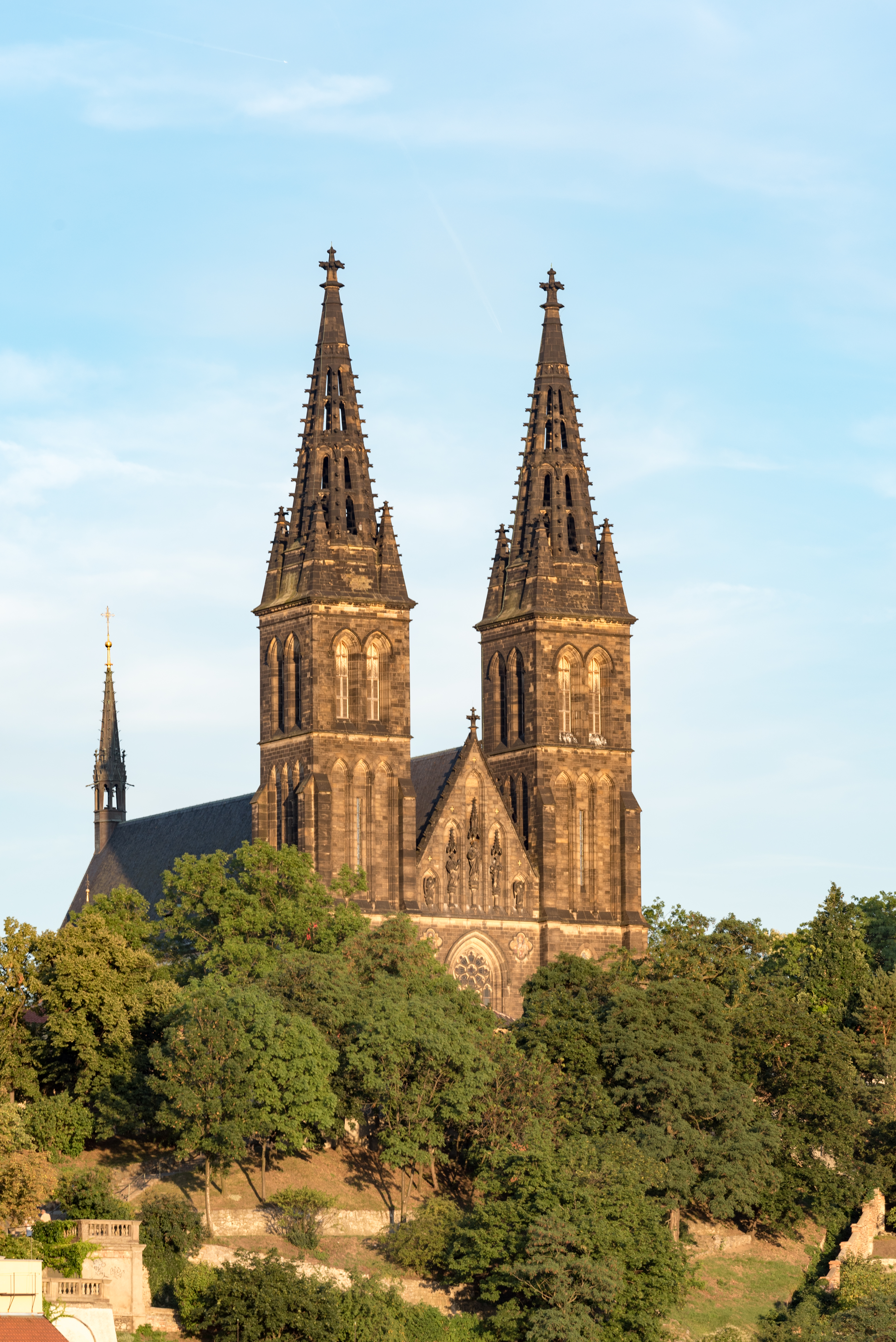
Bazilika sv. Petra a Pavla
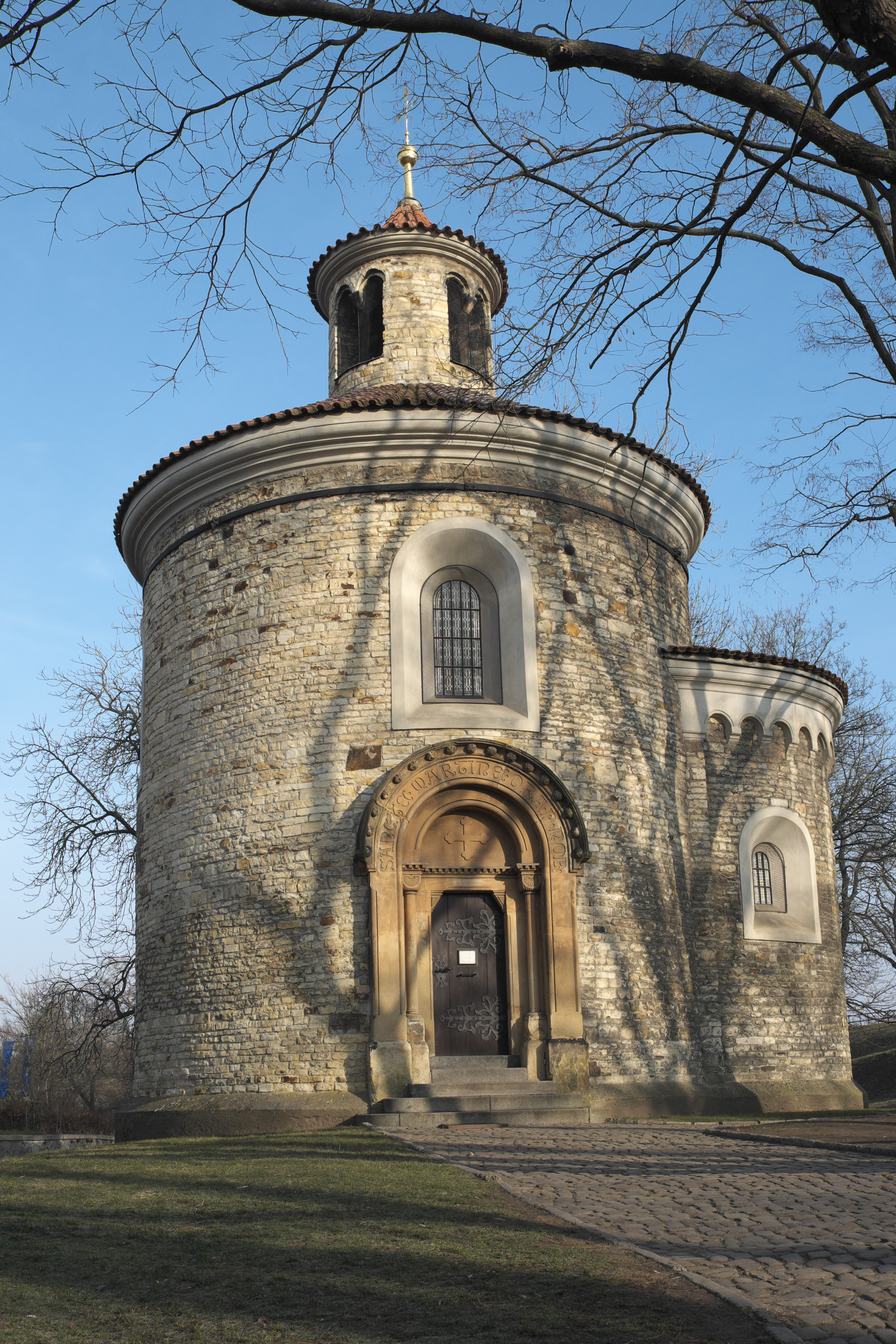
Rotunda sv. Martina
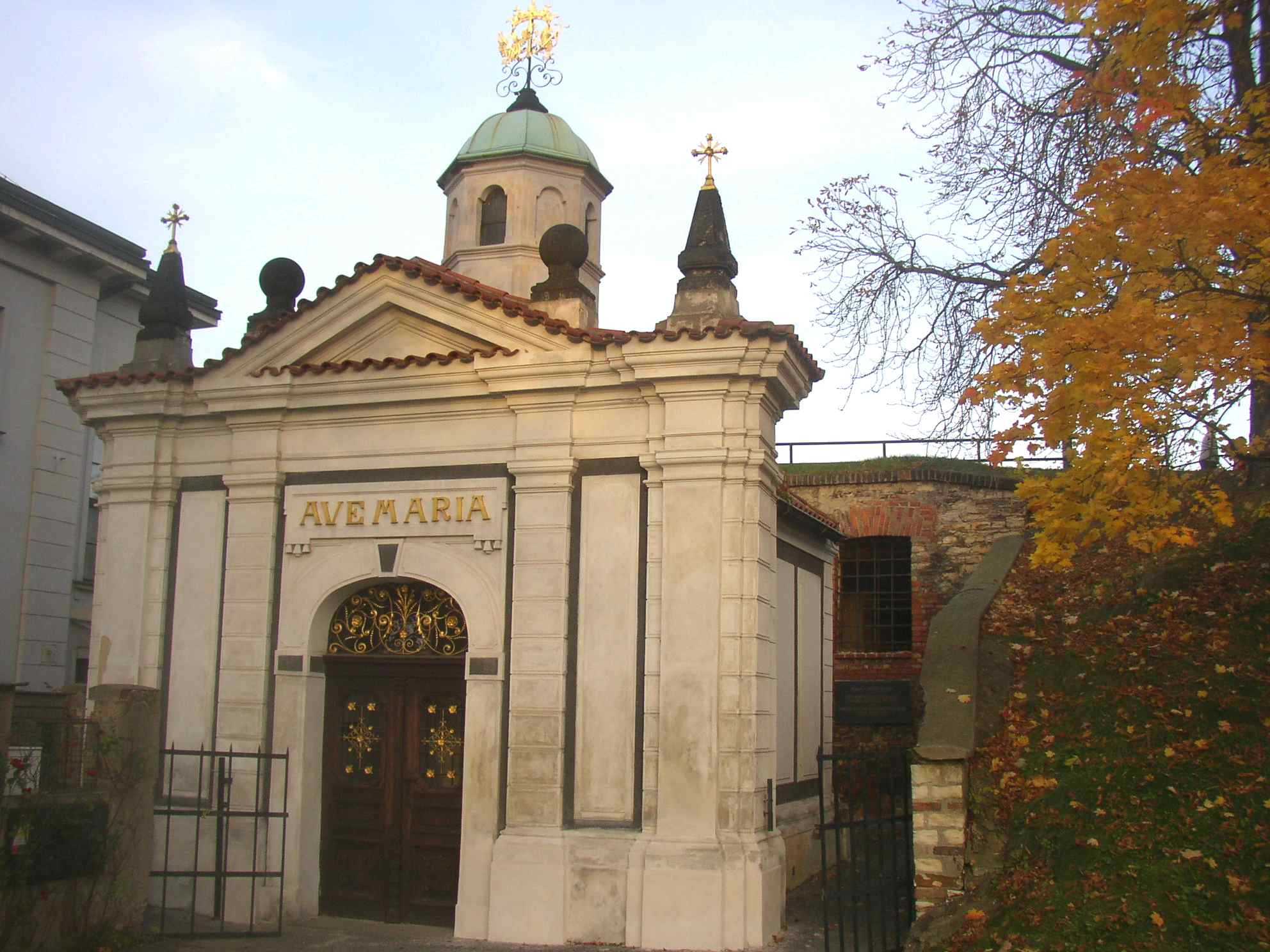
Kaple Panny Marie Šancovské
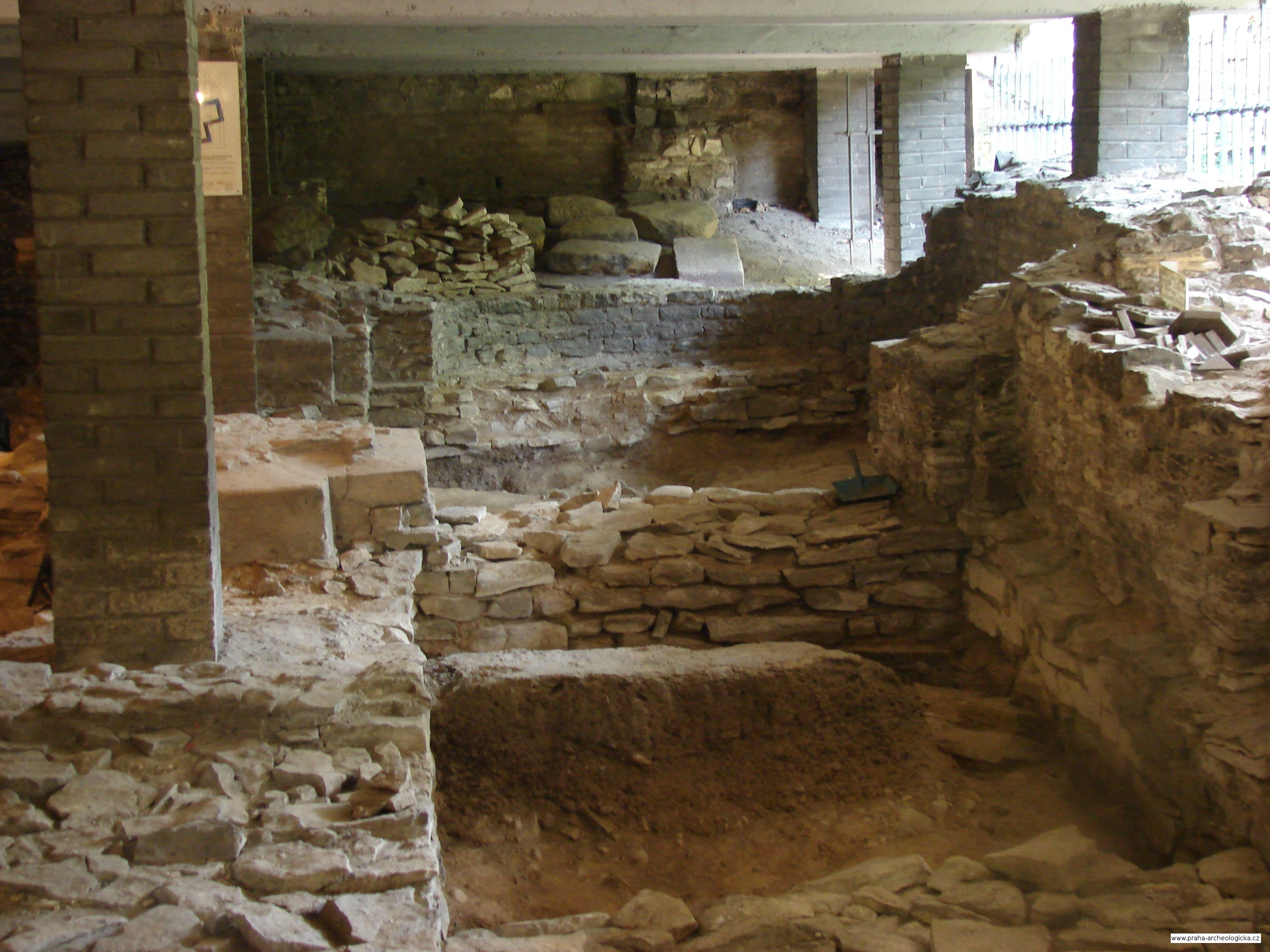
Pozůstatky baziliky sv. Vavřince

Domy
- Jedličkův ústav v ulici V pevnosti
- Nové děkanství, ulice K rotundě, směrem ke Karlachovým sadům – sídlo Královské kolegiátní kapituly
- Nové proboštství ve Štulcově ulici u Štulcových sadů (severně od hřbitova)
- Staré děkanství, Soběslavova ulice, západně od nového; vedle pozůstatků baziliky sv. Vavřince
- Staré proboštství ve Štulcově ulici
- Staré purkrabství v jihozápadním cípu nad Vyšehradskou skálou

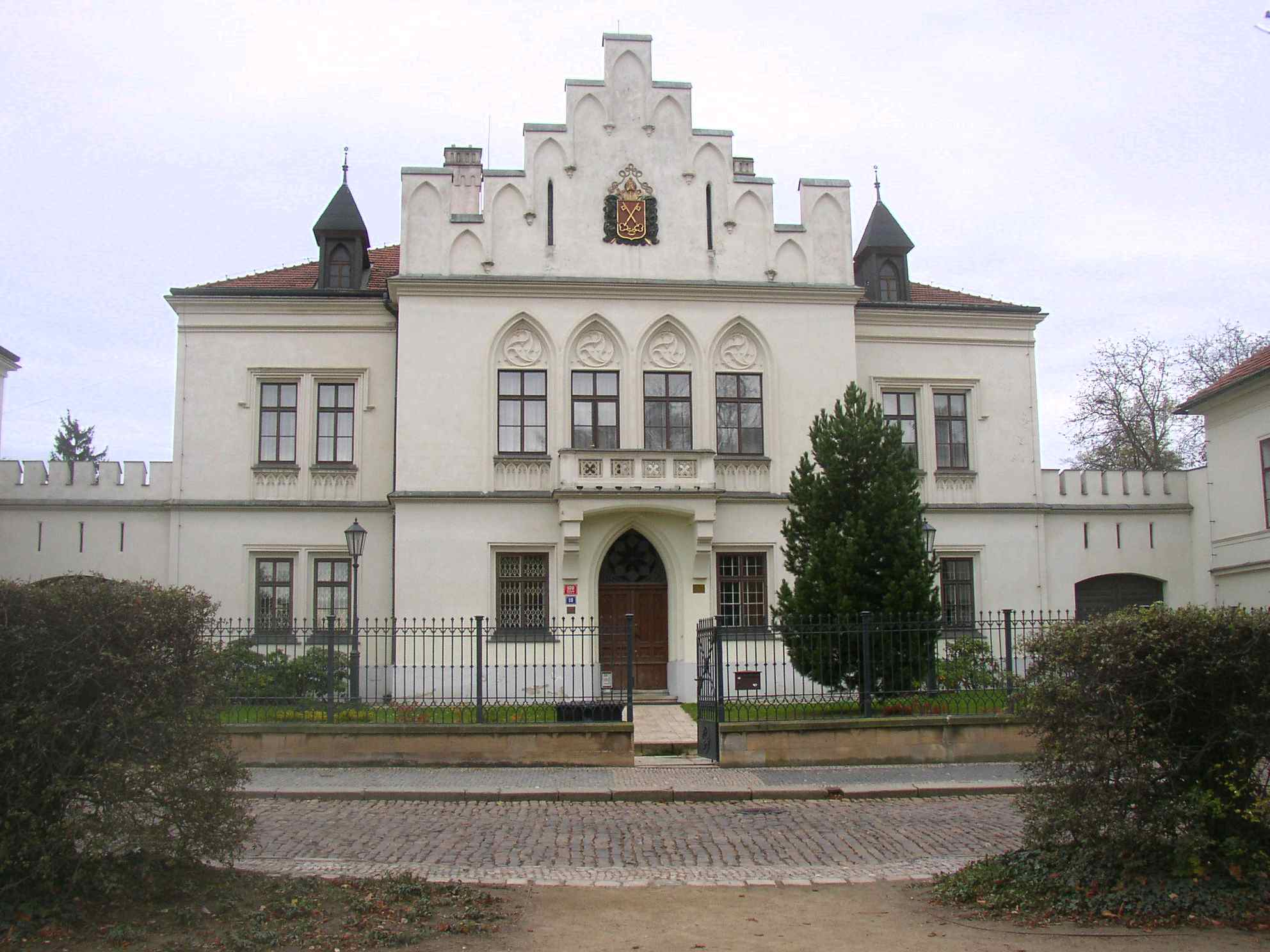
Nové děkanství
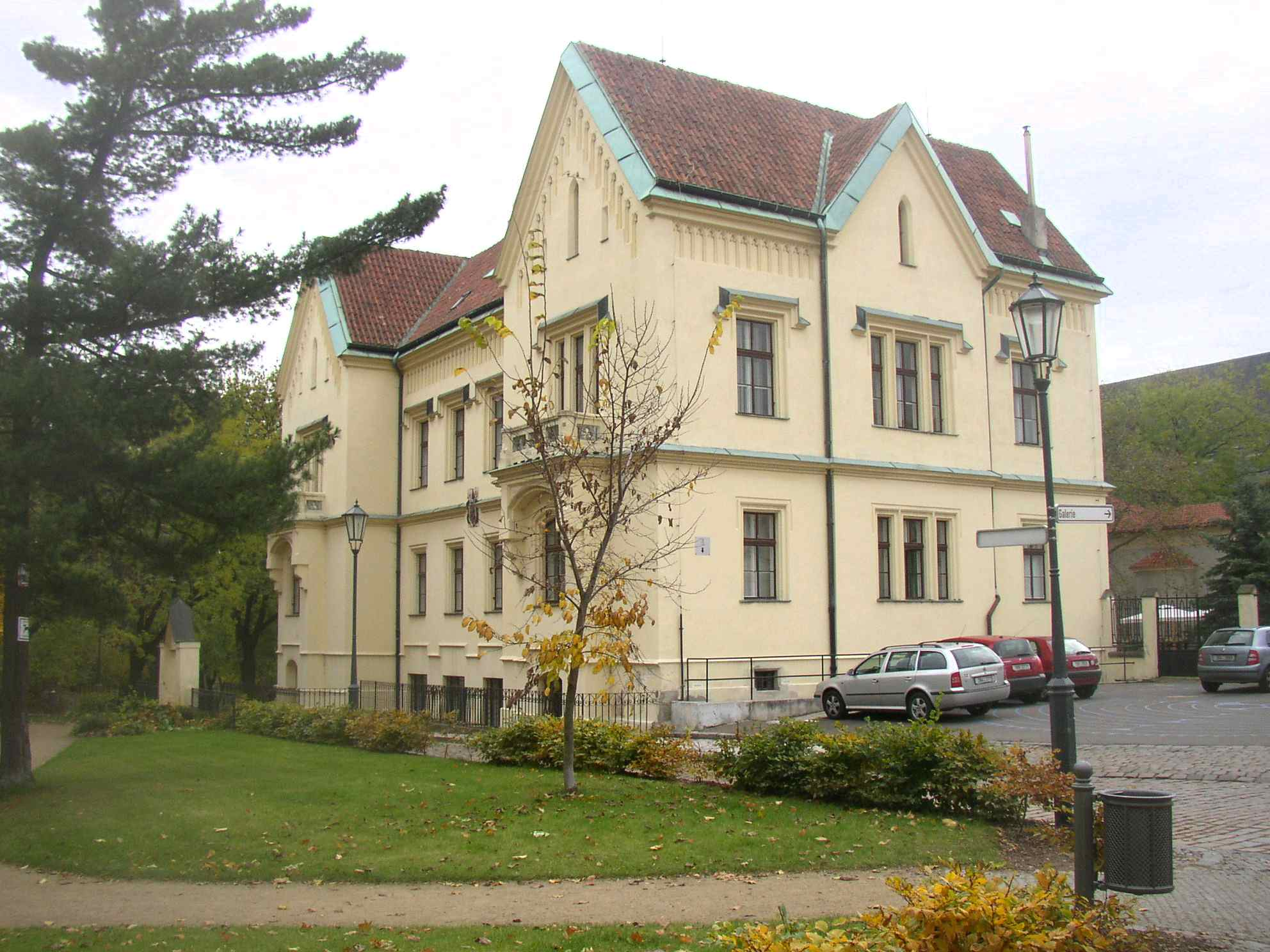
Nové proboštství
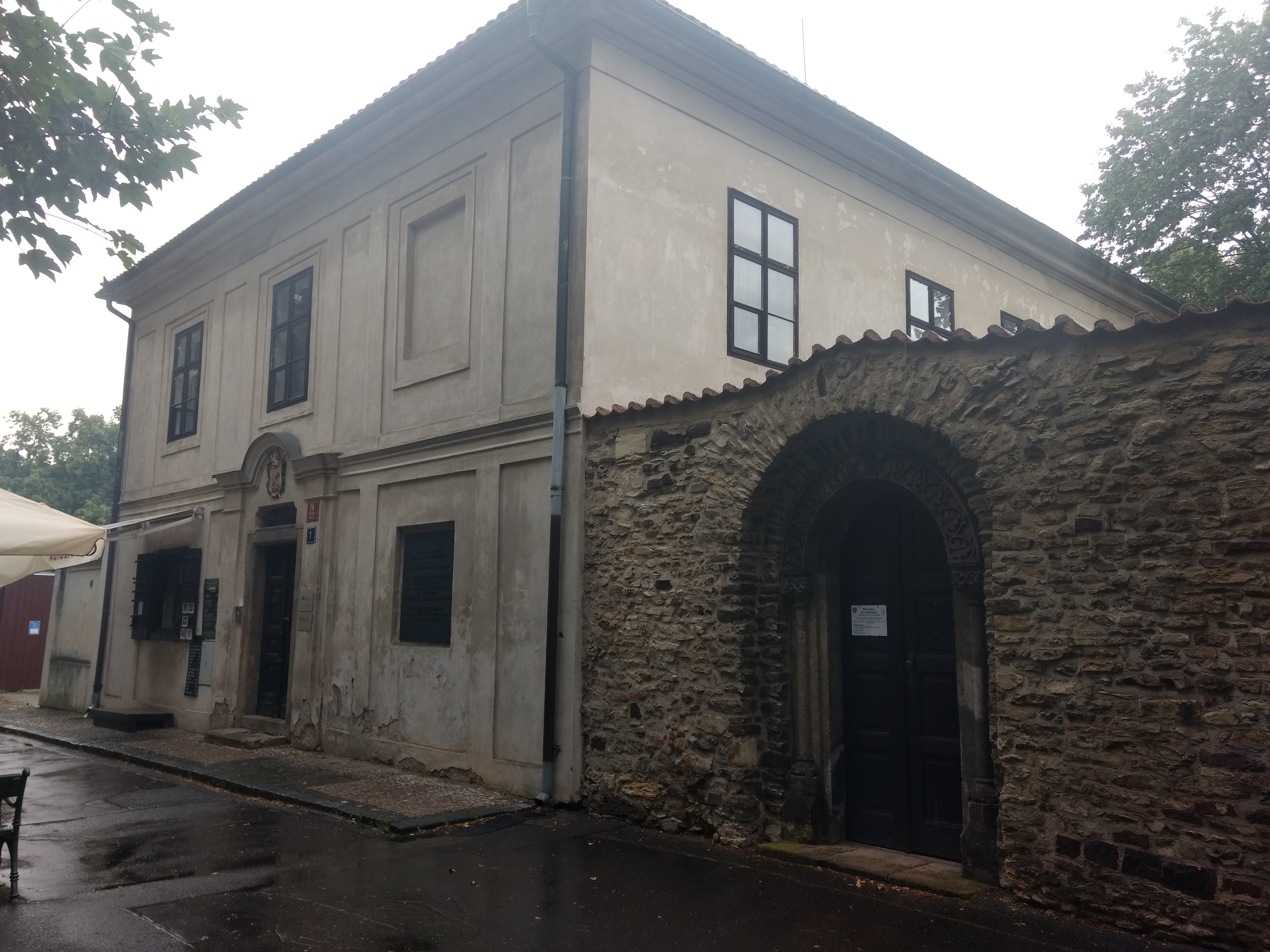
Staré děkanství
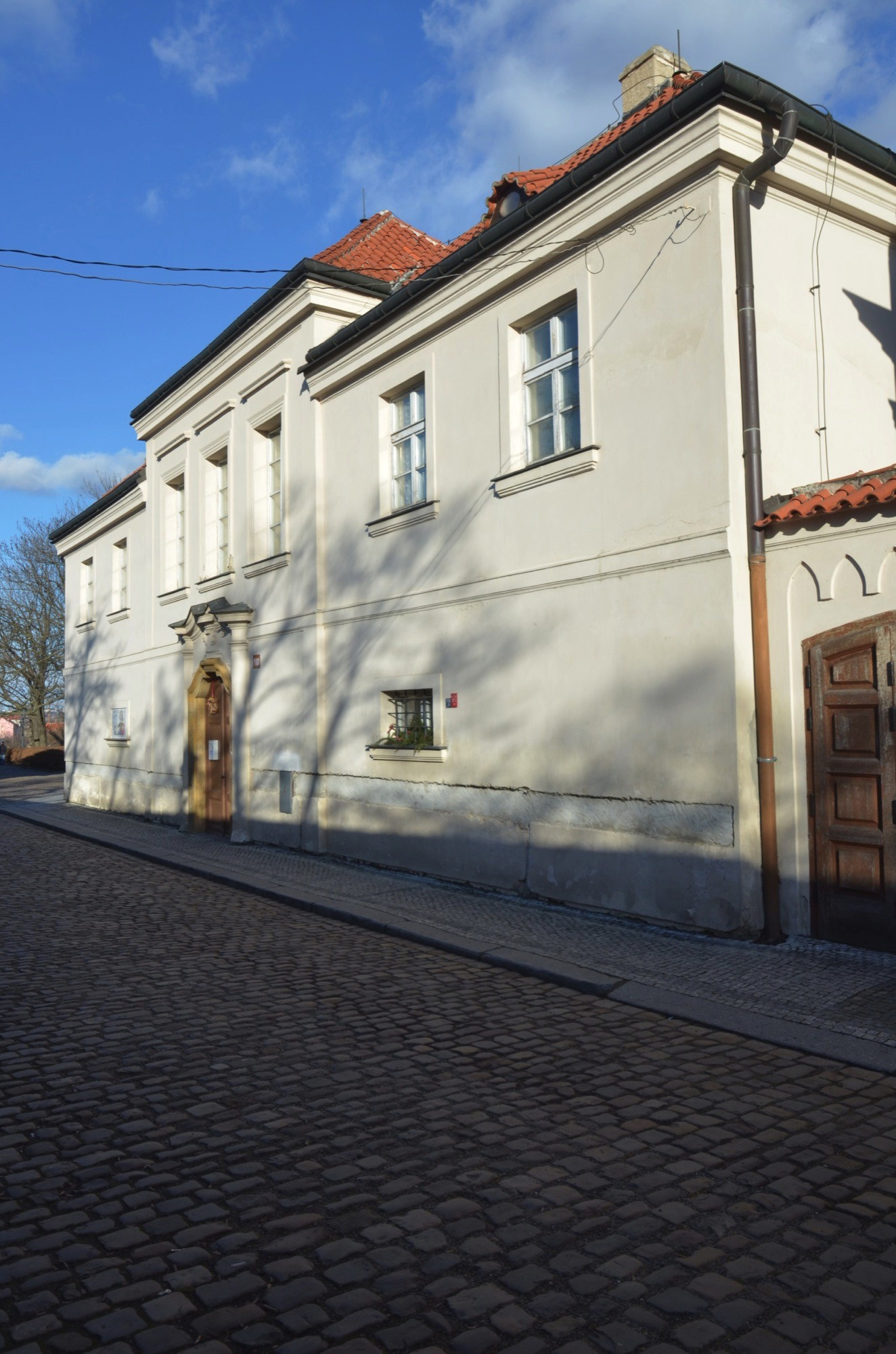
Staré proboštství
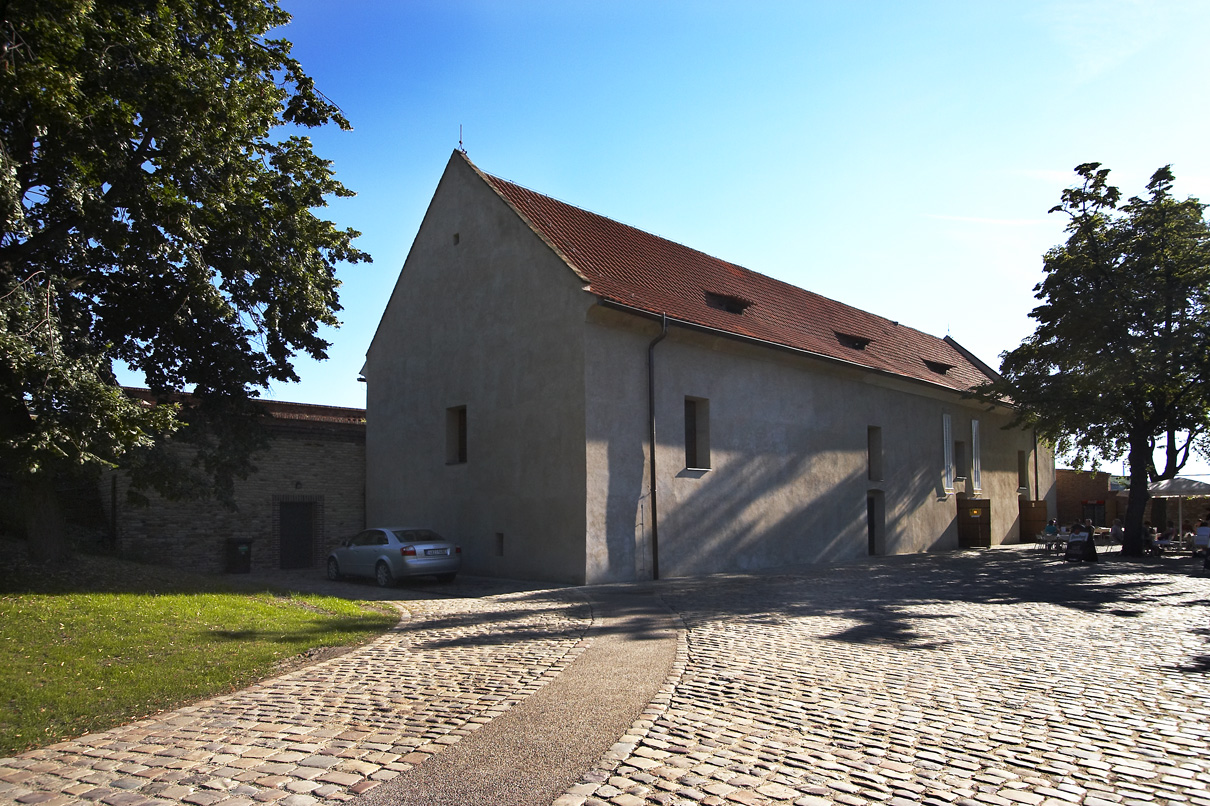
Staré purkrabství

Sochy
- Myslbekovy sochy z Palackého mostu jižně od kostela
  - Libuše a Přemysl – bájní čeští vládci sídlící v 8. století na Vyšehradě
  - Ctirad a Šárka – hrdinové pověsti o dívčí válce, kdy si ženy po smrti Libuše postavily hrad Děvín na protějším břehu proti Vyšehradu
  - Lumír a Píseň – Lumír byl bájný slavný pěvec, který odmítl po ukončení dívčích válek zazpívat vítězným mužům oslavnou píseň a namísto toho zazpíval o slavném Vyšehradu
  - Záboj a Slavoj – vůdci povstání Čechů proti německým vojskům Karla Velikého z básně Rukopisu královédvorského, údajně vedli vítěznou bitvu v roce 805
- Socha probošta Mikuláše Karlacha, Karlachovy sady, 2003, autor Pavel Malovaný
- Pomník svatého Václava od Jana Jiřího Bendla; kopie sochy na původním podstavci z kašny na Koňském trhu; severozápadní bastion
- Busta probošta Václava Štulce, u Nového proboštství
- Socha sv. Ludmily, dílna Jana Brokofa; v nárožním výklenku ohradní zdi hřbitova

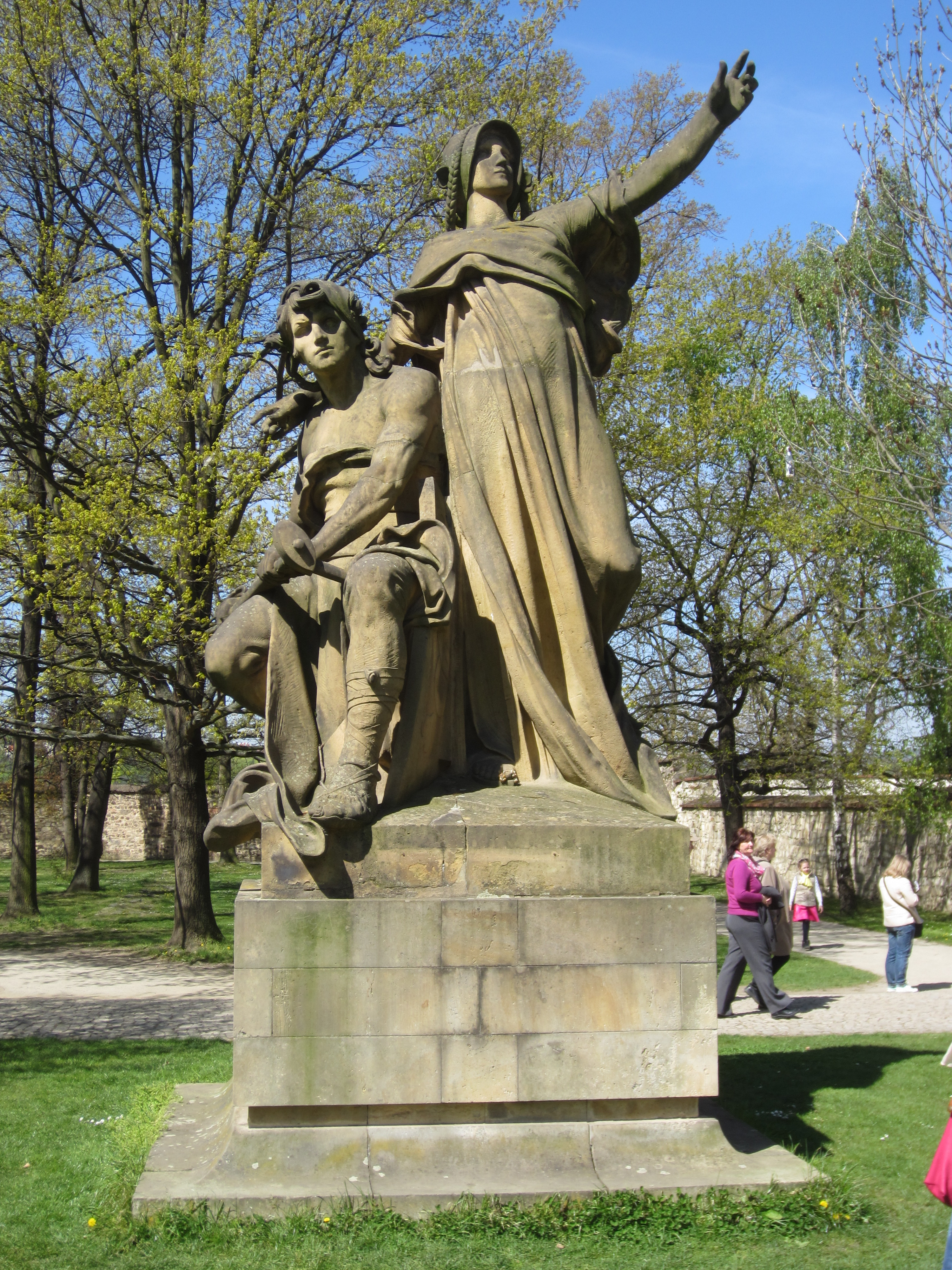
Libuše a Přemysl
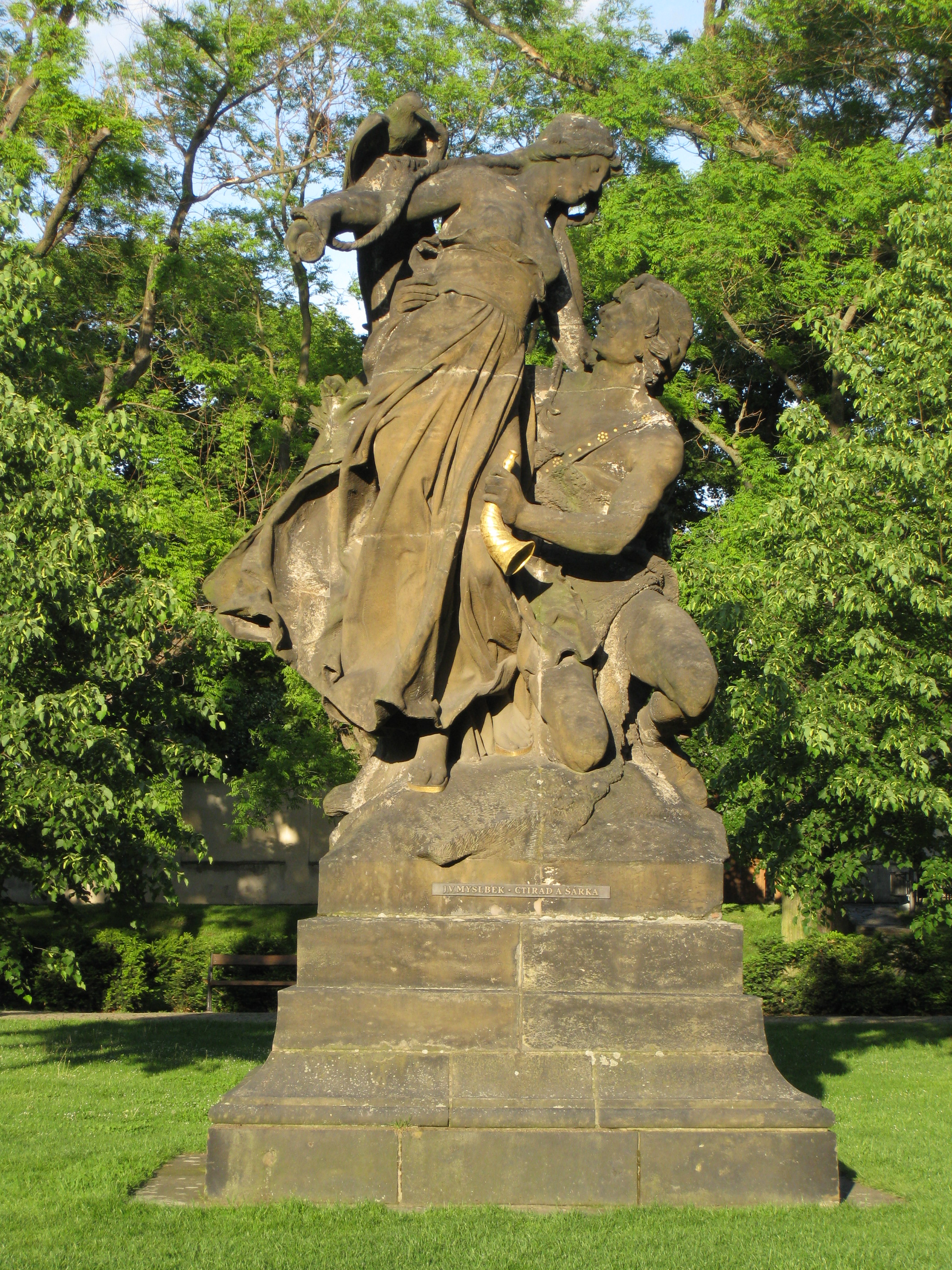
Ctirad a Šárka
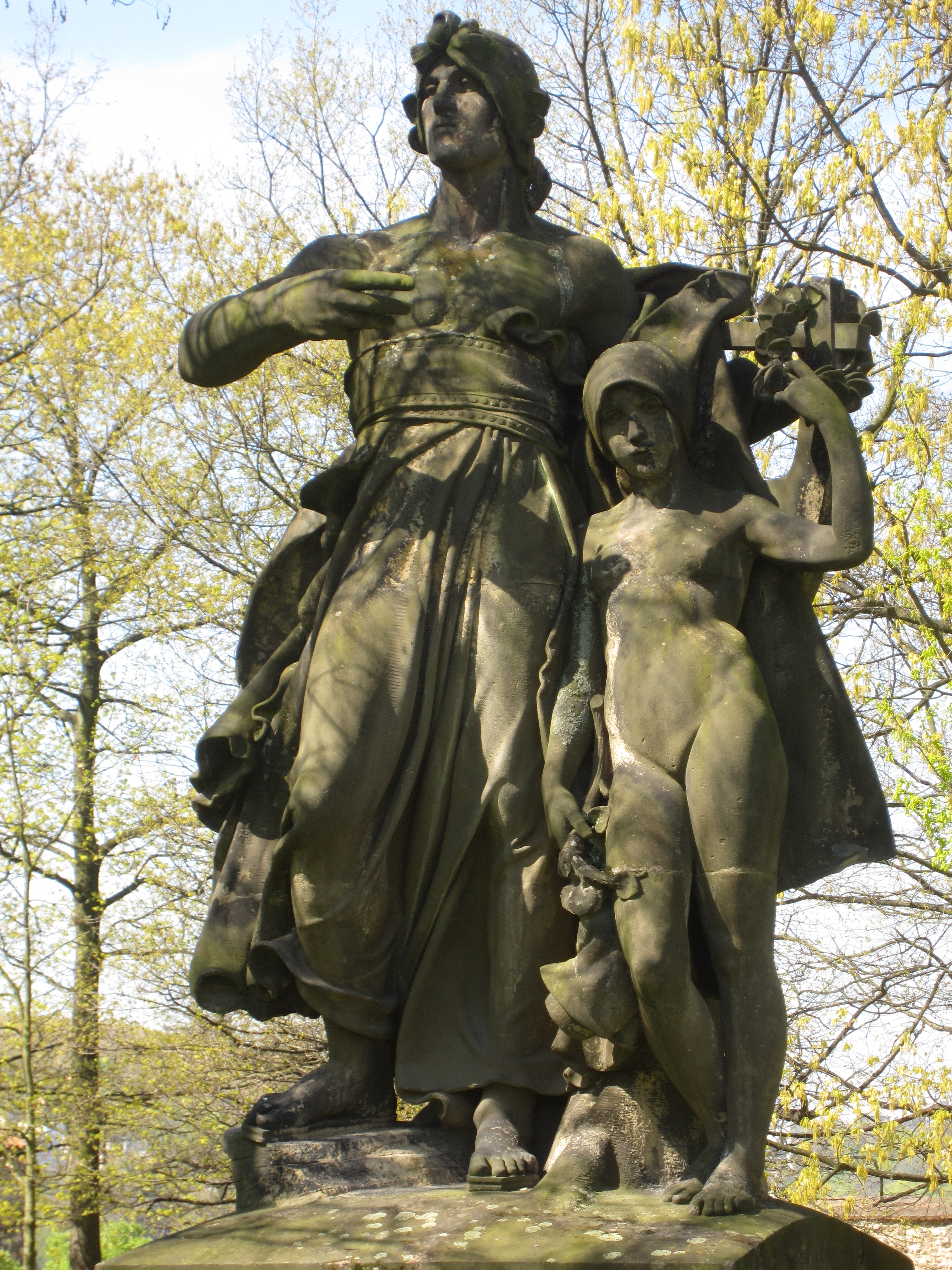
Lumír a Píseň
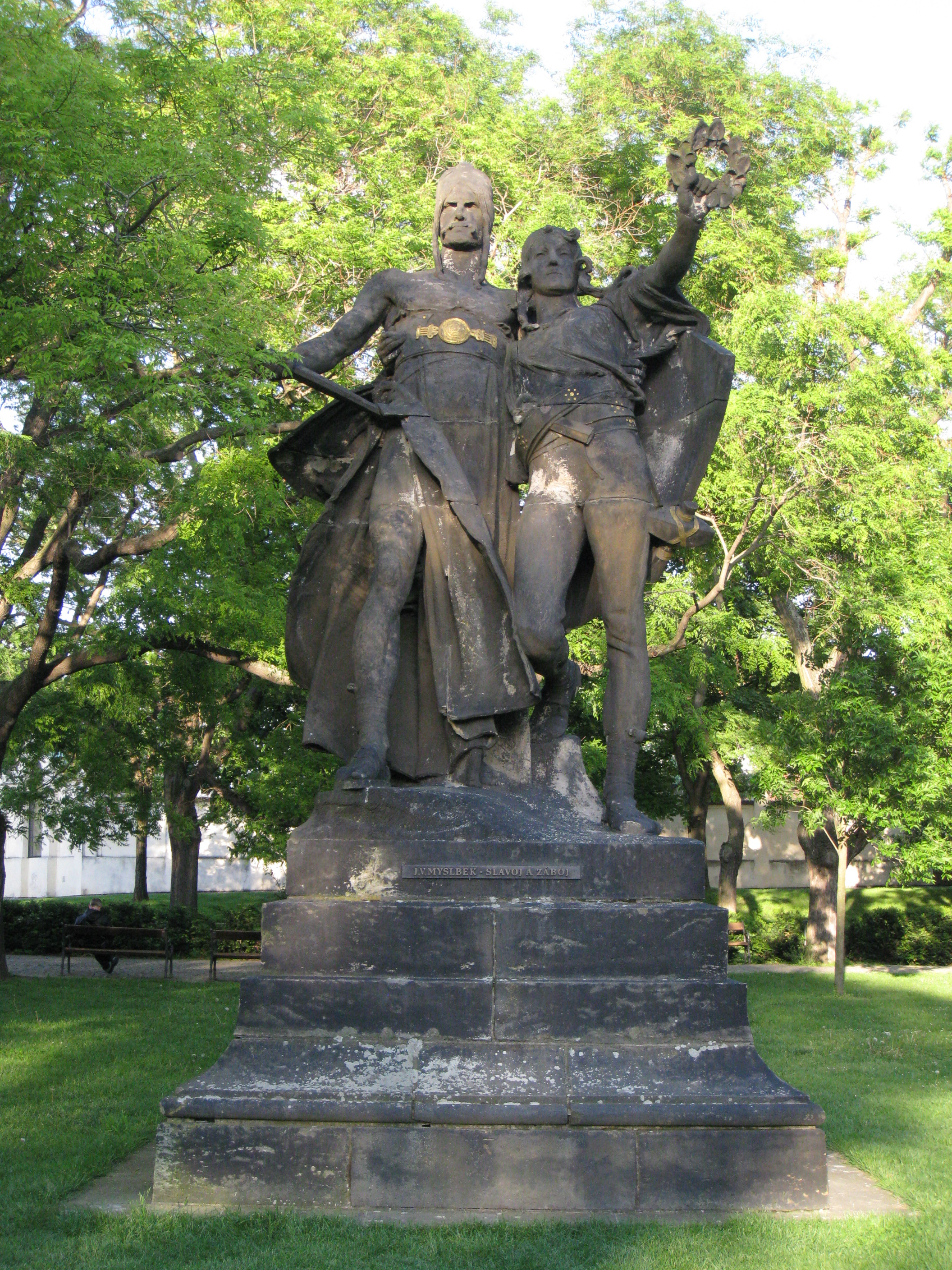
Záboj a Slavoj
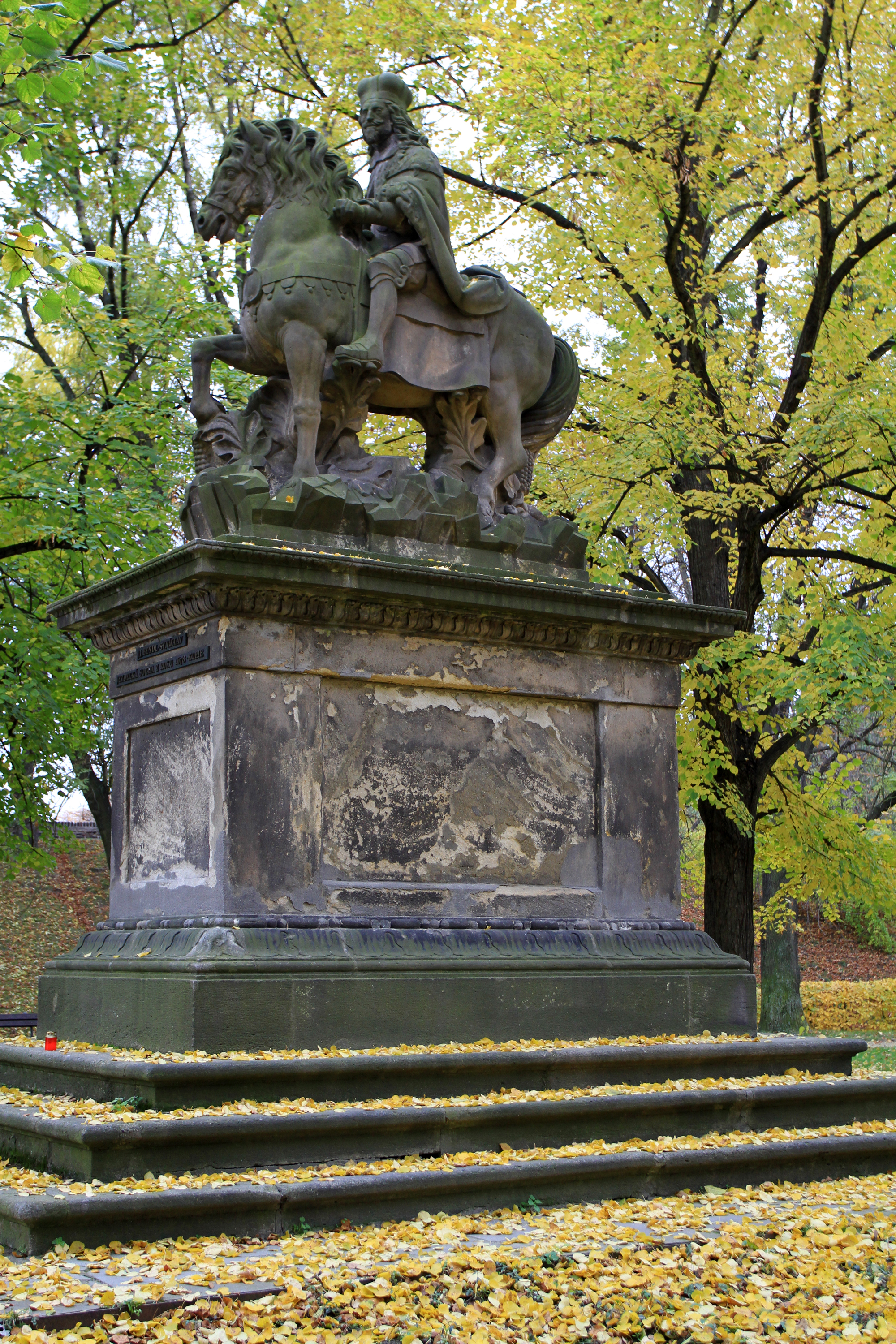
Pomník sv. Václava
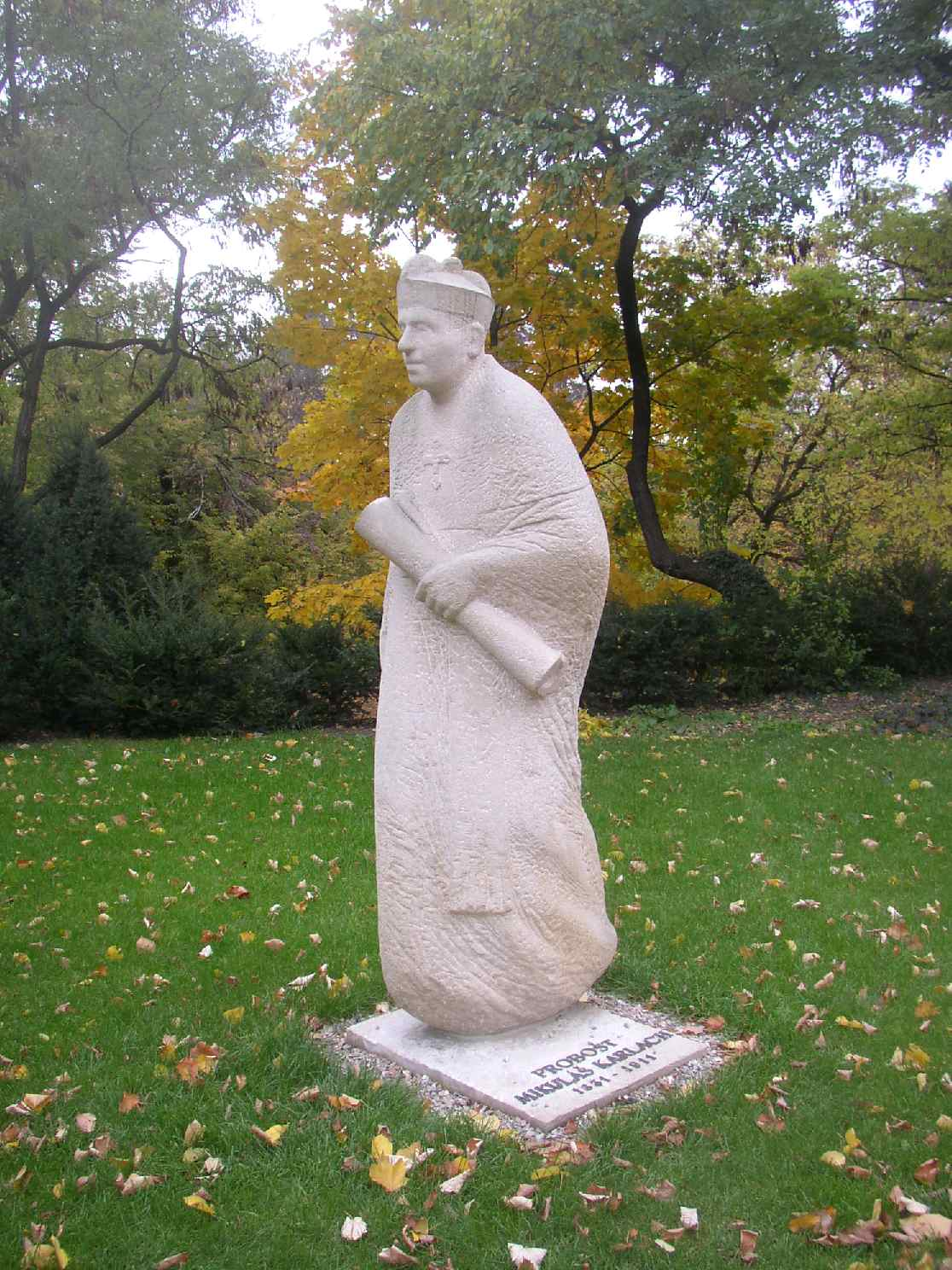
Socha probošta Karlacha

Ostatní
- Letní divadelní scéna v severozápadním rohu pevnosti
- Románský most – zbytky kamenného zdiva
- Sady vzniklé úpravami v 19. století (Karlachovy sady, Vyšehradské sady a Štulcovy sady)

### Čertův sloup

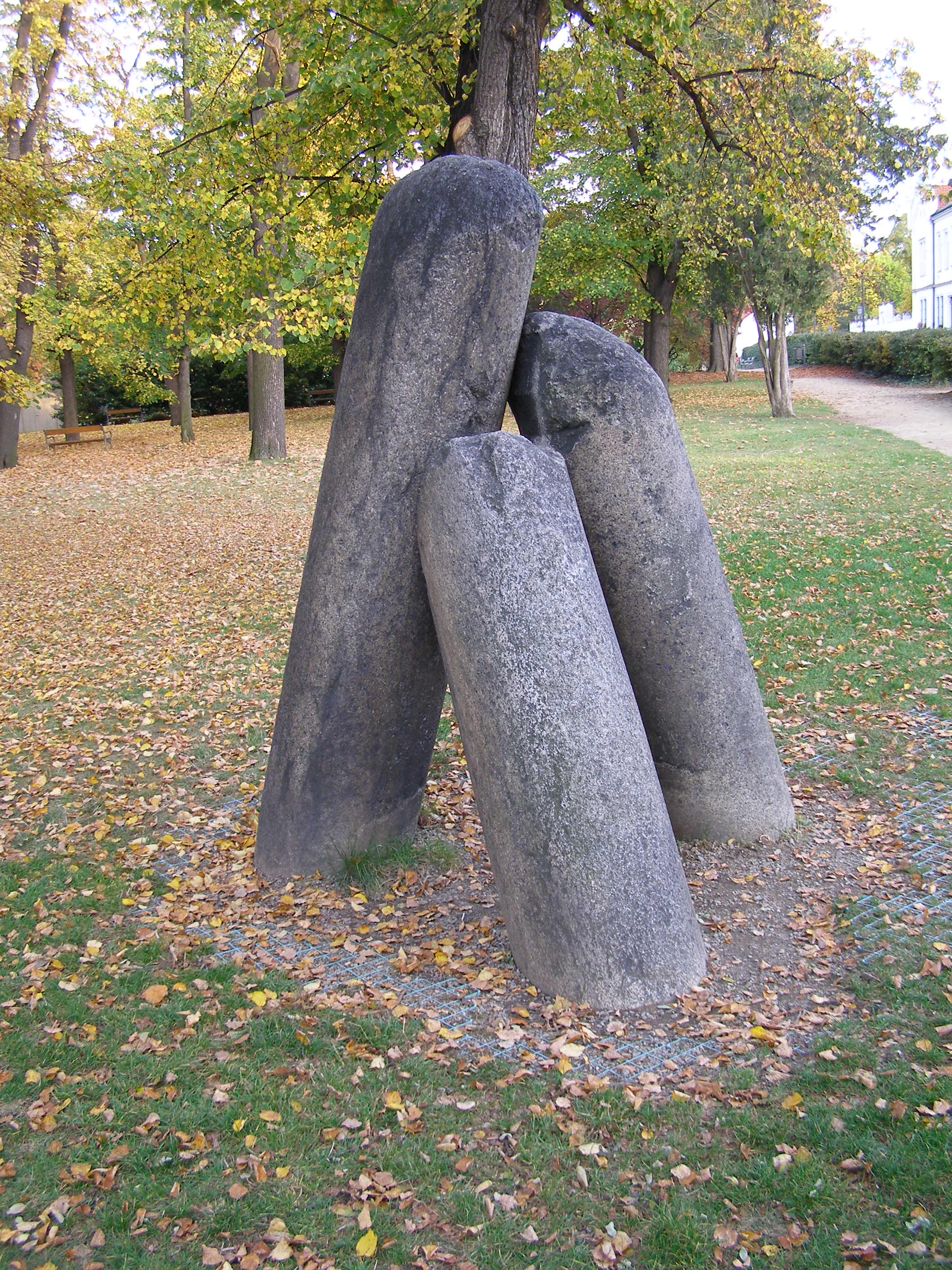
Čertův sloup

V Karlachových sadech stojí trojice kamenných zlomků z granodioritu, známá jako Čertův sloup. Podle nejstarší pověsti, zaznamenané k roku 1700, kněz uzavřel s ďáblem jménem Zardan sázku, slíbil čertu svou duši, když se mu povede přinést kamenný sloup z chrámu sv. Petra v Římě dříve, než kněz doslouží mši. Svatý Petr však třikrát srazil čerta do benátských lagun, takže čert dorazil na Vyšehrad pozdě. Praštil vzteky sloupem o zem a ten se rozbil na tři kusy. Sloup mohl podpírat klenby původního kostela sv. Petra a Pavla na Vyšehradě, roku 1503 se sloup rozlomil a zřítil. První písemná zmínka o Čertově sloupu na hřbitově u kostela svatého Jana Křtitele je z roku 1609 ve spisu Bellum hussiticum. V Karlachových sadech se nachází od roku 1888.

### Madona vyšehradská
Gotický deskový obraz Madony vyšehradské, zvané Dešťová, vznikl po roce 1355 pro zaniklý špitální kostel Pokory Panny Marie, který stál v podhradí Vyšehradu, v pohusitské době byl přenesen do vyšehradské baziliky, kde je nyní nahrazen kopií; originál je dlouhodobě zapůjčen do sbírky Národní galerie v Praze v Anežském klášteře. Madoně vyšehradské byla zasvěcena 42. kaple Svaté cesty z Prahy do Staré Boleslavi, která byla založena jezuity v letech 1674–1690.

### Vyšehradská skála a tunel
Vyšehradská skála tvoří výrazný skalní suk, který doslova trčí ven směrem z Pankrácké pláně a spadá až do koryta řeky Vltavy. To se zde na krátkém úseku dosti výrazně zužuje. Tato přírodní zvláštnost, která tvoří malebný optický protipól k hradčanskému panoramatu a velice půvabně dotváří celé pražské panoráma, však odedávna blokovala přístup do města po pravém břehu Vltavy. Teprve roku 1904 byla prolomena poměrně úzkým Vyšehradským tunelem.